# Bassin houiller stéphanien sous-vosgien
Vous lisez un « bon article » labellisé en 2016.

Localisation du gisement sur la carte des bassins houillers français.

Le bassin houiller stéphanien sous-vosgien fait partie des bassins houillers des Vosges et du Jura. Il englobe l'est de la Haute-Saône, le Territoire de Belfort et le sud du Haut-Rhin, dans l'est de la France. Daté du Stéphanien, seule sa partie centre-ouest correspondant au bassin minier de Ronchamp et Champagney est abondamment exploitée pour ses couches de bonne qualité entre le milieu du XVIIIe siècle et le milieu du XXe siècle, tandis que ses autres sites sont délaissés et très peu exploités, soit en raison d'une profondeur trop importante (supérieure à un kilomètre), soit en raison de la médiocre qualité et de la faible épaisseur des couches.
Un petit gisement situé vers le hameau de Mourière est exploité entre 1844 et 1891, mais de façon artisanale avec des couches de faible épaisseur et de piètre qualité. D'importantes réserves de houille formant des couches suffisamment épaisses et de bonne qualité sont découvertes au début du XXe siècle autour de la commune de Saint-Germain. La Première Guerre mondiale puis la Grande Dépression retardent la mise en exploitation et malgré plusieurs initiatives et débats pour lancer l'exploitation dans les années 1950, aucune mine n'est ouverte. Au total, six concessions sont accordées entre 1757 et 1914, dont la moitié finissent par fusionner (Ronchamp, Champagney et Éboulet). L'une restera une petite exploitation artisanale (Mourière) et deux d'entre elles ne sont pas exploitées (Lomont et Saint-Germain).

## Situation
| - Bassin houiller keupérien |                 |                       |
| - Mourière                  | - Saint-Germain | - Ronchamp-Champagney |
| - Éboulet                   | - Lomont        |                       |

Les différentes concessions de Haute-Saône.

Possédant une forme de boomerang, le bassin englobe l'est de la Haute-Saône, le nord du Territoire de Belfort et le sud du Haut-Rhin. Il est situé entre Bouhans-lès-Lure, Ronchamp, Lomont à l'ouest et Wattwiller à l'est, avec des lambeaux entre Romagny et Habsheim,. Il mesure une soixantaine de kilomètres de long sur le flanc des Vosges sur une vingtaine de kilomètres de large au maximum.
La partie occidentale a fait l'objet de six concessions : d’abord celles de Ronchamp, Champagney et Éboulet, toutes situées au nord et qui ont rapidement fusionné les unes avec les autres (tout comme les compagnies qui les exploitent) ; celle de Mourière, voisine, restée indépendante ; celle de Lomont, au sud, qui n'a pas pu entrer en exploitation à cause de manques financiers et matériels pour l'exploitation en grande profondeur ; enfin, celle de Saint-Germain. La vaste partie orientale n'a jamais vu l'accord d'une concession, malgré les prospections réalisées par de nombreuses sociétés dont la « Compagnie départementale du Haut-Rhin pour la recherche de nouvelles mines de houille ». Quelques travaux artisanaux et éphémères de recherche ou d'extraction voient toutefois le jour à certains endroits épars et à différentes époques.
Les gisements houillers les plus proches sont le bassin houiller de la vallée de Villé au nord-est et le bassin houiller keupérien de Haute-Saône, qui le chevauche au sud-ouest.

## Géologie

La formation du gisement.

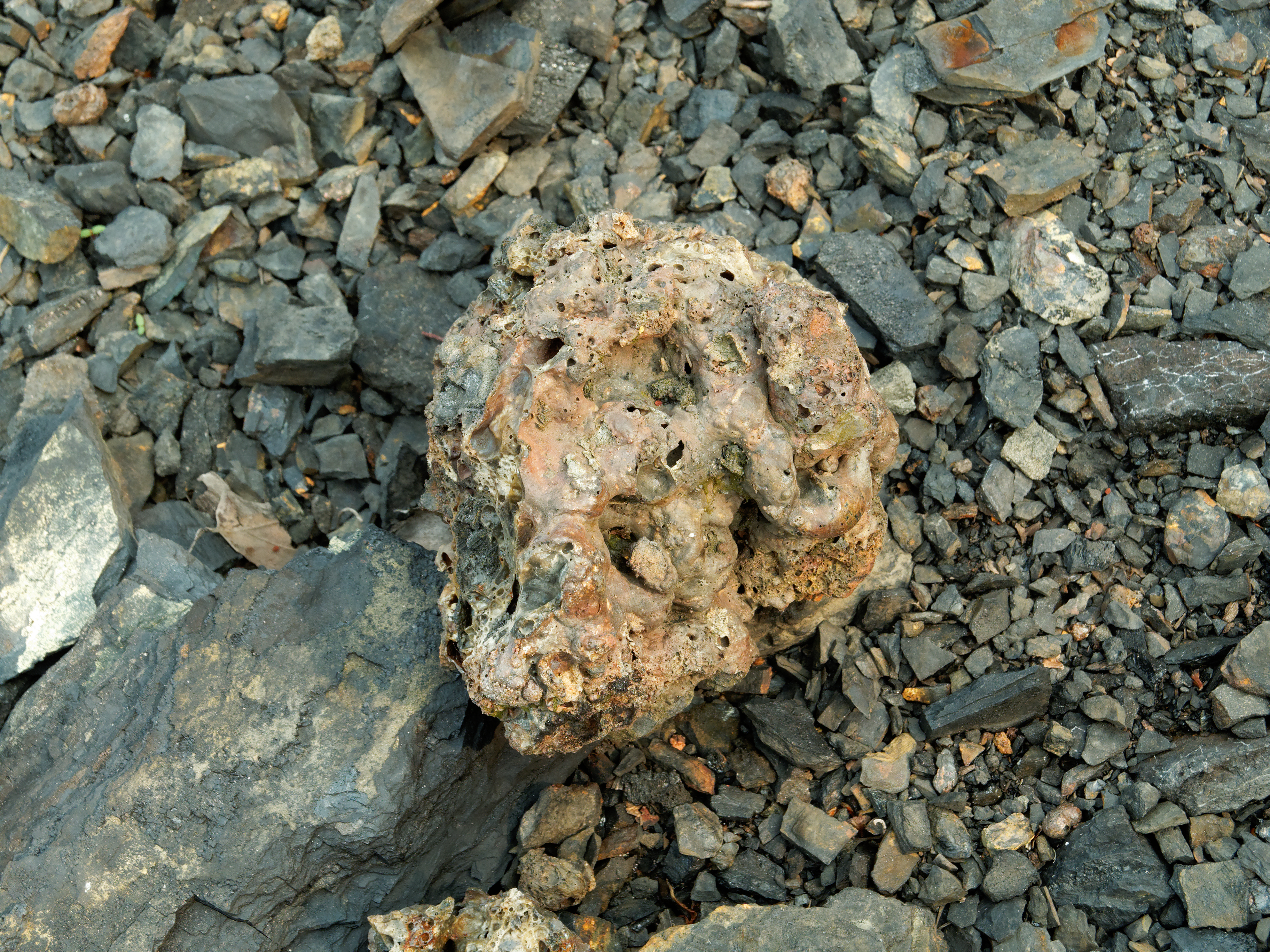
Exemple de roches constituant les terrils de Ronchamp.

Pendant le Dévonien, le socle de la région de Belfort, bordant le massif des Vosges, est formé par sédimentation détritique. Au Carbonifère, cette région est recouverte par une mer, favorisant la sédimentation marine qui s'accompagne d'une activité volcanique. C'est à la fin de cette période, au Stéphanien, daté entre −307 et −299 millions d'années, que le bassin houiller commence sa formation sous la pression des sédiments de types fluvio-lacustres. Au Permien, ce gisement est plié puis recouvert par de nouveaux dépôts détritiques issus de la chaîne varisque.
Les terrils du bassin minier de Ronchamp et Champagney recèlent de nombreux fossiles témoignant de l'époque du Carbonifère dont la particularité est de regrouper à la fois des plantes vivant dans un environnement sec et montagnard (Épine noire, Fougères, Cordaites et les premières plantes à fleurs qui sont présentes uniquement dans les couches les plus récentes) et dans des milieux de plaines marécageuses (renoncule flottante Lepidodendron, sigillaire, Calamites, Sphenophyllum) ainsi que des poissons d'eau douce (présence d'un grand lac).
Le gisement se trouve à cheval entre la Trouée de Belfort et la dépression sous-vosgienne. Il est composé de la petite cuvette de Mourière, formée de petites couches, des cuvettes de Ronchamp, Saint-Germain, Lomont, Roppe et Romagny entre autres. Les couches les plus épaisses se situent dans le bassin minier de Ronchamp et Champagney. Sous Lomont et Saint-Germain, les zones séparant ces trois points ainsi que toute la zone orientale possèdent des couches très minces et très faillées. Le bassin s'étend avec un pendage d'environ 20° du nord vers le sud avec une forme de coque de bateau, où il dépasse la profondeur d'un kilomètre avant de remonter brusquement vers le massif de Chagey et plus généralement vers le massif du Jura,,,,.
D'un point de vue géologique, le gisement de Mourière est différent de celui de Ronchamp : bien que du même âge géologique, son inclinaison varie et sa couche de charbon est directement posée sur le socle. La qualité diffère également : le charbon de Mourière étant argileux et pyriteux, il faut le laver avant de le vendre. Plus au nord-ouest se trouve le bassin de Saint-Germain, formé de couches de bonne qualité, similaires à celles de Ronchamp et dont la profondeur varie de 0,60 à 2,50 mètres avec une moyenne légèrement inférieure à un mètre. Le terrain houiller est perturbé par trois failles. La première est située au sud de Saint-Germain, où deux sondages distants de 800 mètres montrent une variation de 42 mètres du toit permien. La seconde est repérée sous le bois du Grand Morveau, situé au nord de Lure, où le pendage des dernières couches est trop élevé. La houille révélée par les sondages nos 7 et 8 contient en moyenne 50 % de carbone, 27 % de cendre, 23 % de matières volatiles et possède un pouvoir calorifique qui oscille entre 2 et 8 kCAL (entre 8,4 et 33,5 MJ par kg).
À l'est de Saint-Germain, le gisement de Ronchamp possède des couches pouvant atteindre 4 mètres d’épaisseur. Il s'appuie sur le versant méridional du massif des Vosges avec un pendage de 20° vers le sud-est, en direction de Lomont, où la profondeur excède le kilomètre. Le charbon est presque immédiatement recouvert par un bassin permien composé de grès vosgien rouge et de divers types d'argiles. En Haute-Saône, le charbon n'affleure que sur de fines bandes au nord du gisement de Ronchamp, en pleine forêt, ce qui explique sa découverte tardive. Dans cette zone, l'épaisseur des couches varie de quelques dizaines de centimètres à quatre mètres. À l'est de cette zone, les couches sont généralement de qualité médiocre et se présentent sous forme de veinules discontinues plus ou moins puissantes, faillées et entrecoupées de schistes,. Le Stéphanien affleure également à Roppe, Anjoutey et Bourg, trois communes situées au nord-est de Belfort, ainsi qu'au sud de Mélisey, près de Lure.

## Histoire
| - Exploitation industrielle | - Tentative artisanale | - Inexploitée |

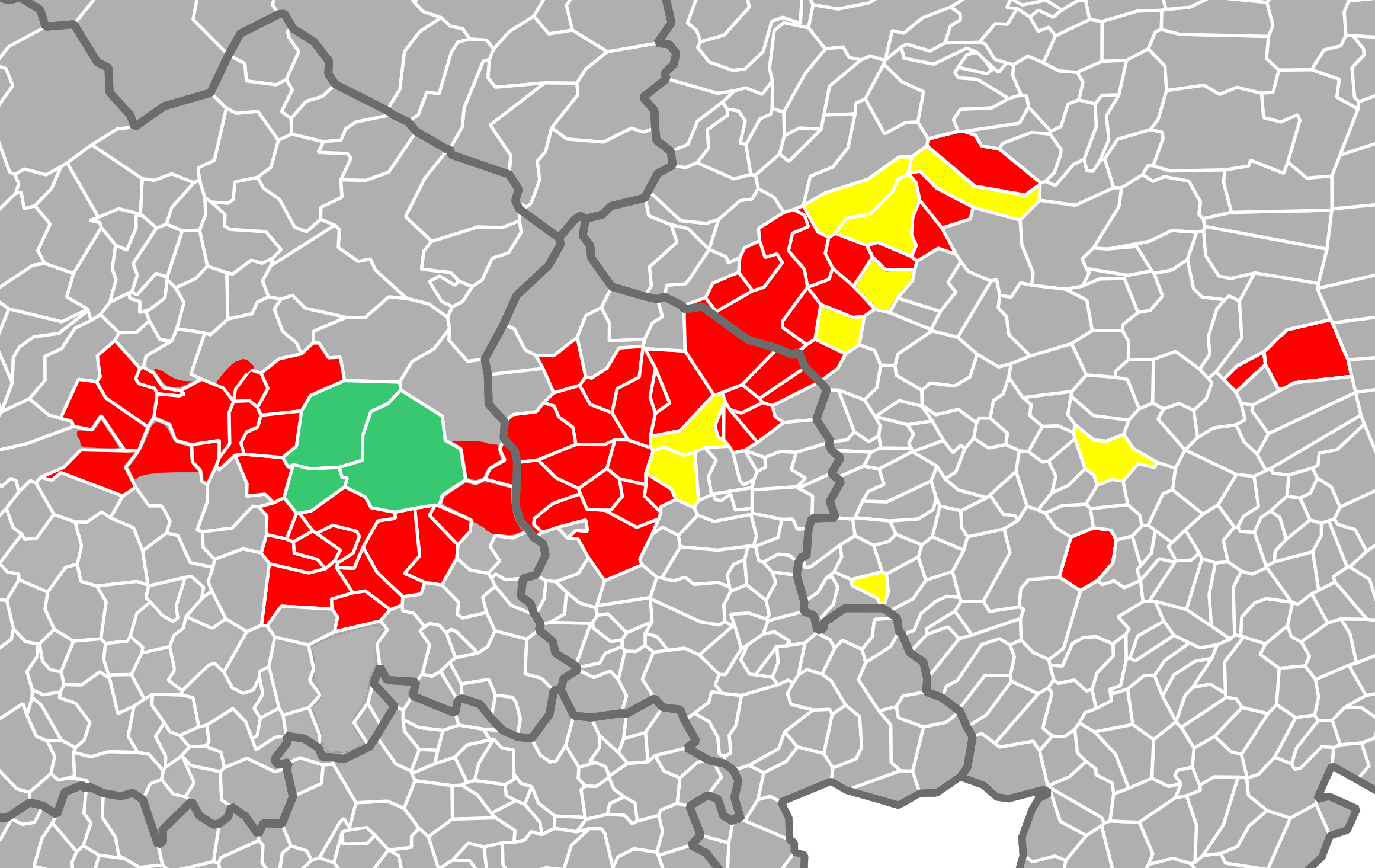
Communes du Territoire de Belfort et des départements voisins où le terrain houiller est identifié.

Le bassin houiller est découvert vers 1744 grâce à des affleurements dans les collines surplombant Ronchamp et Champagney. L'exploitation démarre réellement à partir de 1757, après l'accord de deux concessions qui s'unissent au bout de six ans. Trois ans plus tard, en 1766, la concession de Mourière est accordée, mais elle sera exploitée seulement entre 1844 et 1891. En 1810 débute de creusement du tout premier puits de mine, le puits Saint-Louis. Au même moment, des faibles quantités de houille sont extraites aux environs de Thann.
En 1820, une compagnie départementale pour la recherche de la houille est créée dans le Haut-Rhin afin d'affranchir les industriels alsaciens de l'usage du bois et du charbon de Ronchamp. Après dix années de recherche entre 1822 et 1832, c'est un échec, car les gisements du département sont jugés insuffisants et inexploitables.
En 1840, la « cuvette de l'étançon » est vidée de son combustible et le gisement de Ronchamp est considéré comme épuisé par les propriétaires de la concession. Celle-ci est rachetée par deux industriels haut-saônois qui redécouvrent la houille en 1843. En 1847, la société des maîtres de forges est créée et lance des recherches au sud de la concession de Ronchamp ; les deux compagnies entrent dans une rude concurrence pour obtenir une nouvelle concession. Après avoir dépensé d'importantes sommes d'argent dans le creusement de sondages et de puits de recherches, c'est la société des maîtres de forges qui obtient gain de cause : la concession d'Éboulet lui est accordée en 1862. Mais finalement mises en difficulté, la concession et la compagnie minière d'Éboulet fusionnent avec celles de Ronchamp. Dès lors, celle-ci entre dans une grande période de prospérité économique qui dure jusqu'à la Première Guerre mondiale.
Entre-temps, la société doit assurer son avenir et consulte deux scientifiques pour évaluer les ressources restantes du bassin minier. L'ingénieur général des mines en 1883 puis le géographe français Pierre Termier en 1906 donnent leurs avis sur le bassin de Ronchamp. Tous deux constatent qu'il est fortement perturbé par des failles et des soulèvements, que la profondeur dans le sud du bassin est un handicap fort et que les couches de l'est et de l'ouest sont trop dispersées et inexploitables. Néanmoins, ils recommandent aux dirigeants d'effectuer des recherches plus lointaines, là où d'autres cuvettes pourraient exister. Effectivement, tout au long du XIXe siècle, la compagnie et ses concurrentes (y compris des entreprises privées indépendantes) recherchent la houille en direction de l'est, vers Belfort et Mulhouse, mais seuls de petits travaux artisanaux et éphémères sont établis dans cette vaste zone du bassin houiller. L'extraction industrielle se fait uniquement à Ronchamp dans toute son histoire extractive. Deux nouvelles concessions sont accordées au début du XXe siècle à la suite de campagnes de prospection : l'une à l'ouest et l'autre au sud de Ronchamp, respectivement nommées « Saint-Germain » (accordée en 1914) et « Lomont » (accordée en 1904). Si la seconde n'est pas exploitée uniquement en raison des problèmes techniques dus à l'extraction en grande profondeur, l'exploitation de l'autre est retardée par la Grande Guerre puis par une succession de mauvaises périodes économiques ou stratégiques pour le charbon français. Ces deux concessions restent donc inexploitées au début du XXIe siècle.
Dans les années 1920, les houillères ronchampoises, qui ont creusé le puits le plus profond de France en 1900 à 1 km de profondeur, amorcent leur déclin. Elles continuent néanmoins d'investir et connaissent une importante vague de migrants polonais qui incorporent la population locale. Après la Seconde Guerre mondiale, les mines de Ronchamp sont confiées à EDF, qui cherche à abandonner l'exploitation jugée trop peu rentable. Un comité de défense de la mine voit le jour et prolonge la durée de vie des charbonnages de huit ans en relançant l'exploitation des affleurements. En 1954, ce comité propose de lancer l'exploitation du bassin houiller du Jura et des deux autres concessions de Haute-Saône pour créer les « charbonnages de Franche-Comté », mais cette initiative reste sans succès. C'est finalement le 3 mai 1958 que la dernière berline de houille du bassin stéphanien sous-vosgien est extraite. La toute première concession accordée pour exploiter le bassin est également la dernière renoncée, en 1961.
- Concession de Champagney
- Concession de Ronchamp
- Concession de Mourière
- Concession d'Éboulet
- Concession de Saint-Germain
- Concession de Lomont

## Concessions

### Ronchamp et Champagney
Deux concessions sont accordées en 1757 après la découverte de la houille vers 1744 : la concession des seigneurs de Ronchamp à Ronchamp, accordée le 11 septembre 1757, et la concession des princes-abbés de Lure à Champagney, accordée le 21 avril 1757. Elles fusionnent le 1er mars 1763,,.
Le gisement de Ronchamp (qui s'étend également sur les communes de Champagney et de Magny-Danigon) est celui qui a été le plus exploité (entre 16 et 17 millions de tonnes y sont extraites), le plus longtemps, du XVIIIe siècle au XXe siècle et de façon industrielle. Il a profondément marqué le paysage du bassin minier avec ses terrils, cités minières et puits de mine, mais aussi l'économie et la population locale (immigration polonaise et traditions minières notamment).
L'exploitation démarre dans des galeries à flanc de coteaux avant que ne soit creusé le puits Saint-Louis en 1810. Il est le premier véritable puits d'extraction du bassin minier. Les couches de charbon s'enfonçant de plus en plus, les puits se succèdent et sont de plus en plus profonds jusqu’à ce que la compagnie (la Société civile des houillères de Ronchamp) finisse par creuser deux fois de suite le puits le plus profond de France : le puits du Magny (694 mètres) en 1878 et le puits Arthur-de-Buyer (1 010 mètres) en 1900. Lors de la nationalisation des mines en 1946, les puits en activité et la centrale thermique sont confiés à Électricité de France.

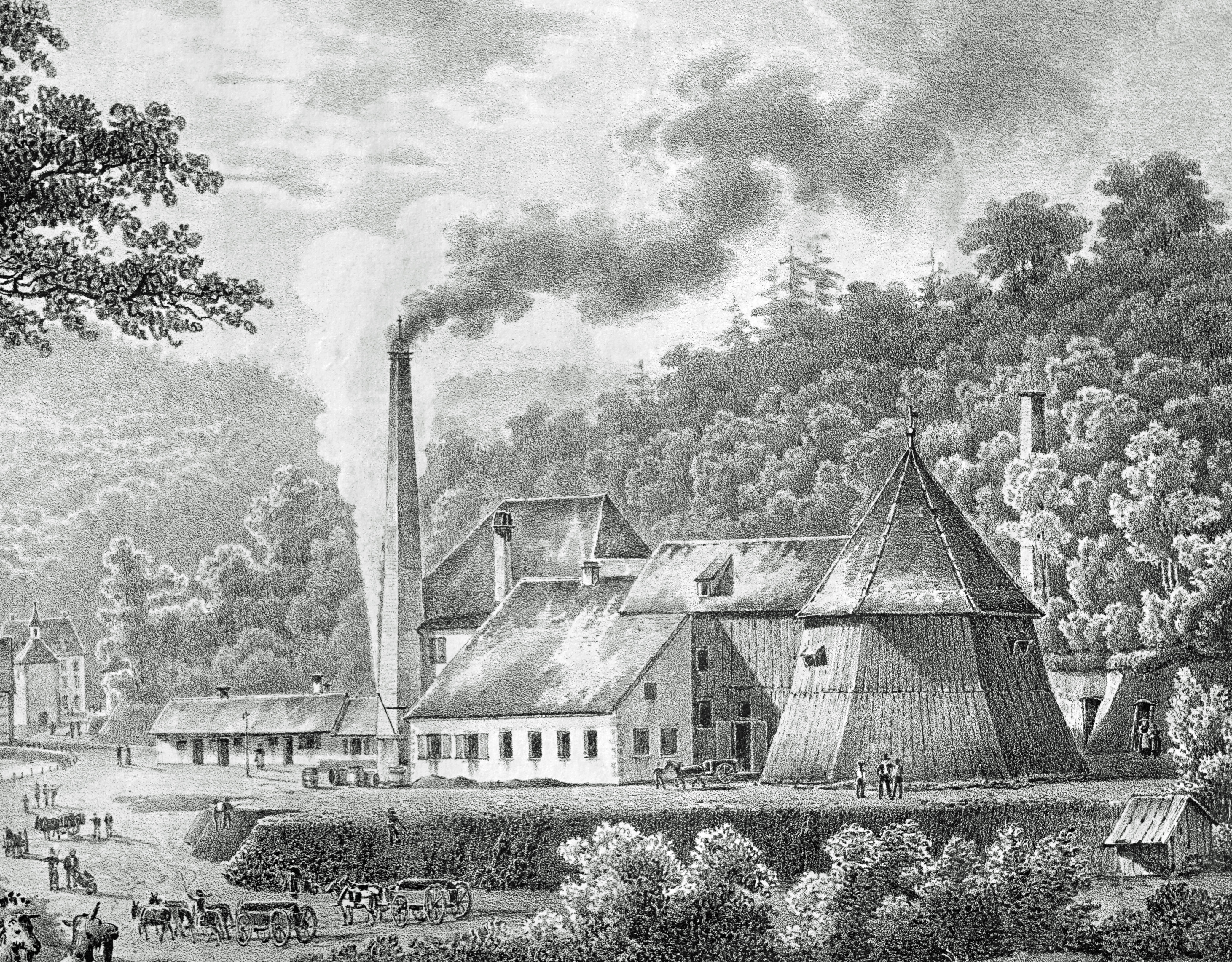
Le puits Saint-Louis.
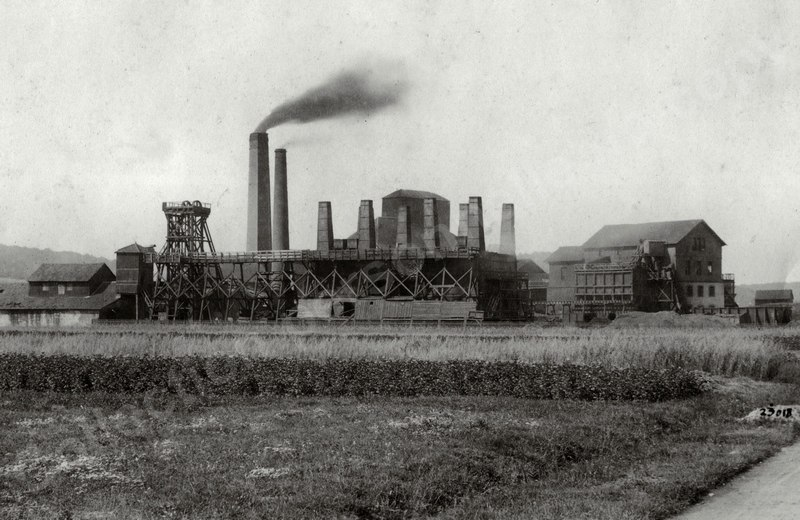
Le puits Saint-Joseph et sa cokerie (fours Appolt).
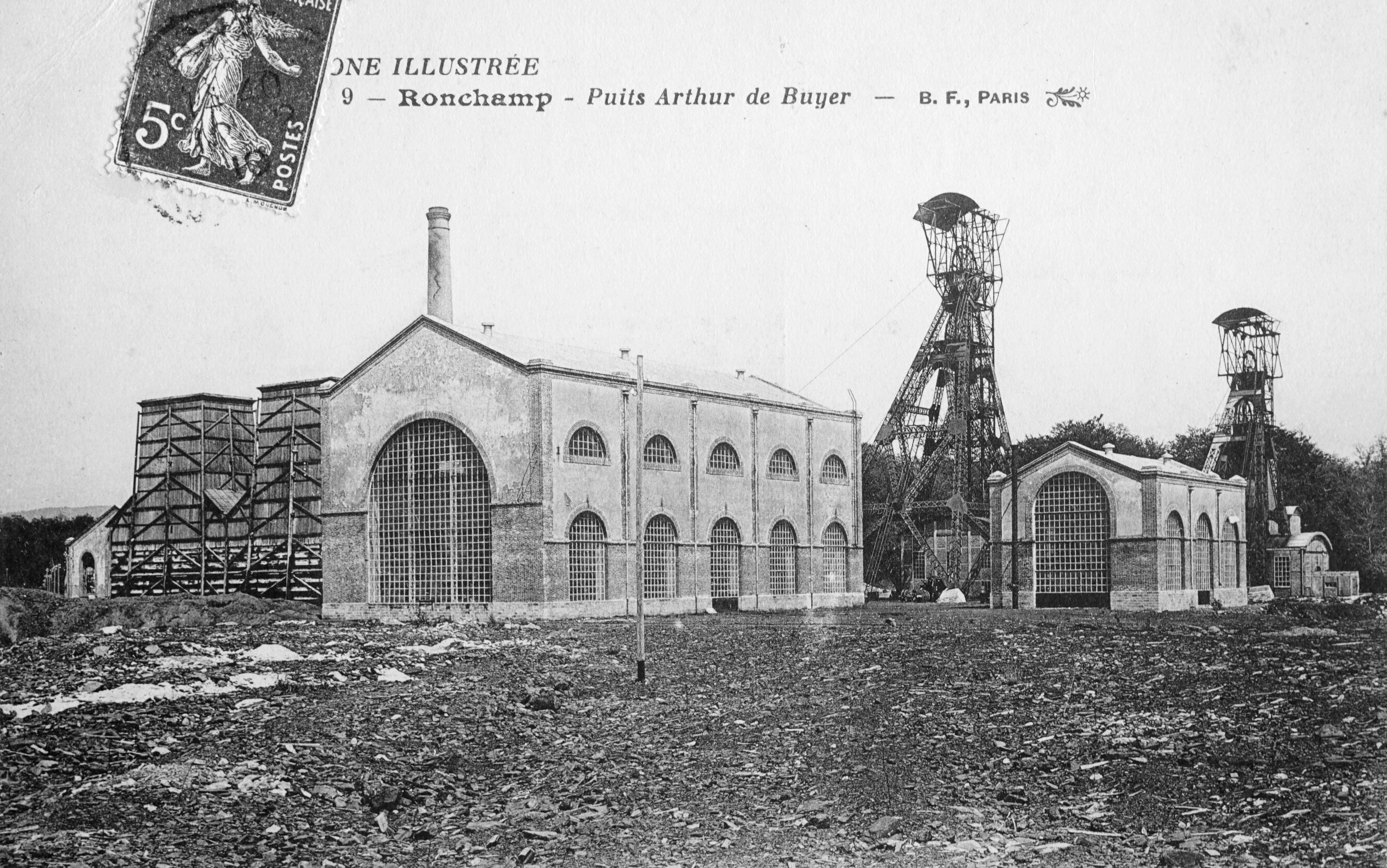
Le puits Arthur-de-Buyer ou puits no 11.
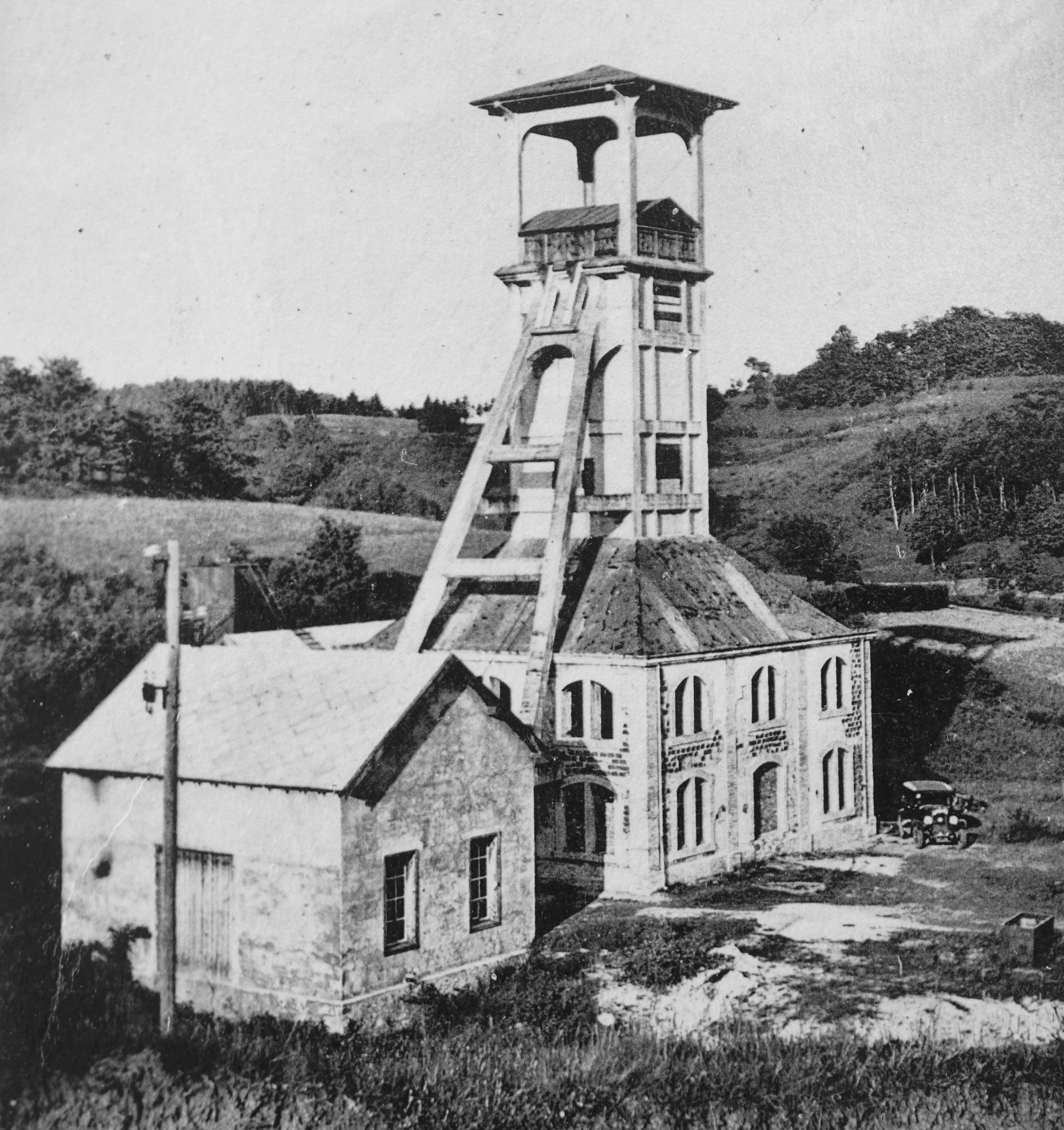
Le puits Sainte-Marie.
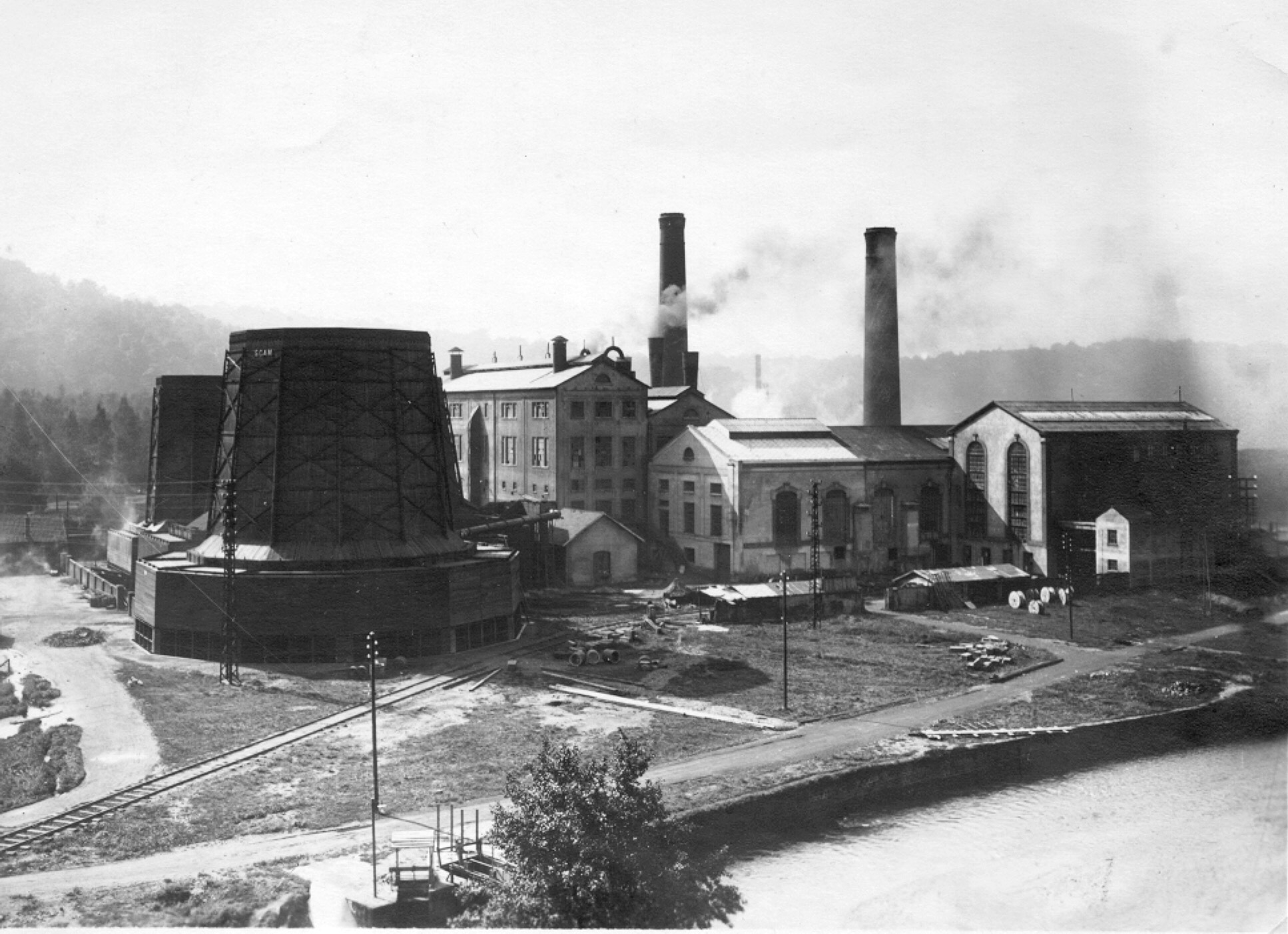
La centrale thermique.

Après leur fermeture en 1958, les sites miniers sont mis en sécurité, les infrastructures sont pour la plupart démolies et les ouvriers sont convertis à d'autres activités. Dans les années 1970 puis 1990, un musée et deux associations sont créés pour préserver la mémoire de ce passé minier ; plusieurs sites sont réaménagés pour devenir visitables.

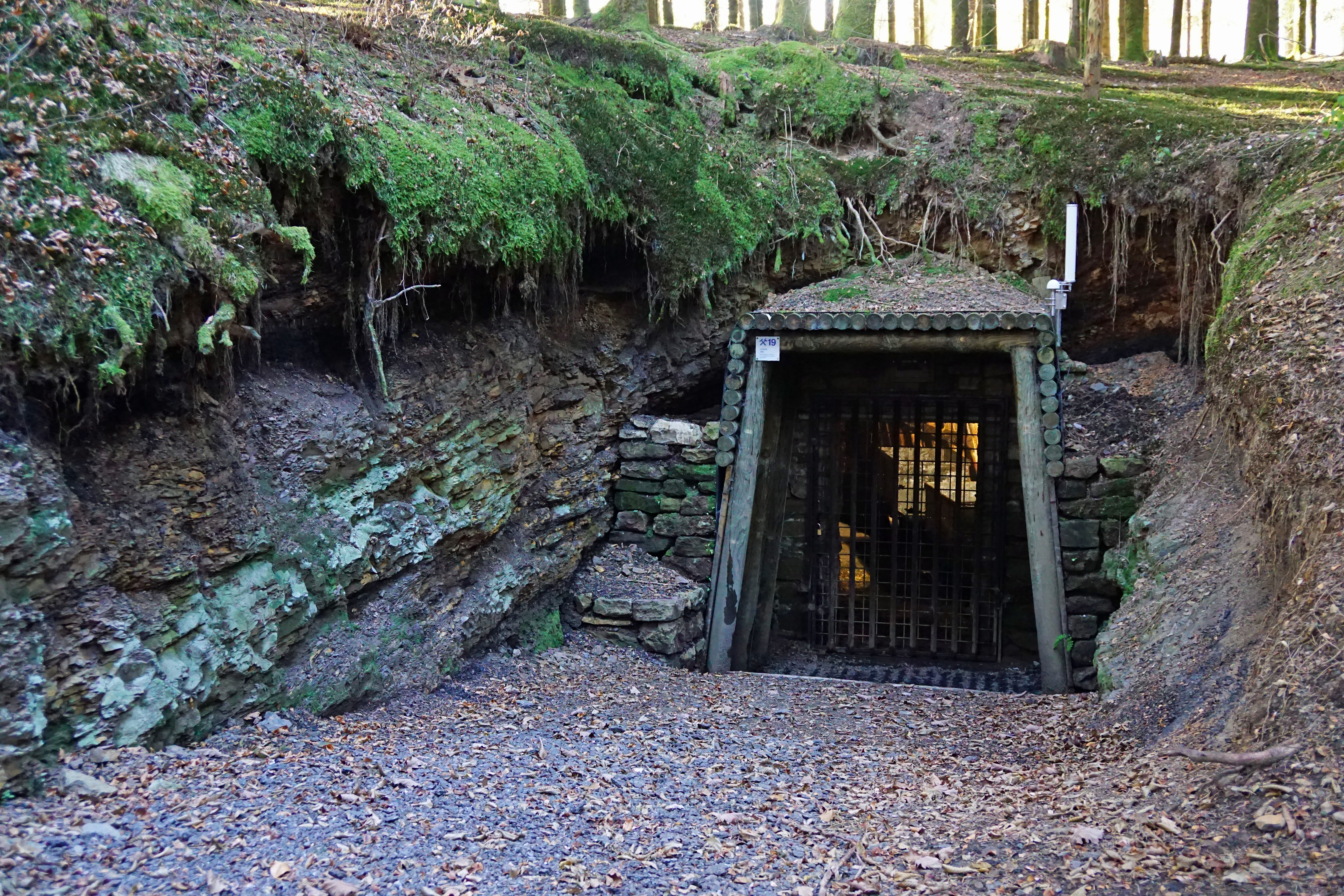
La galerie 780, aux affleurements.
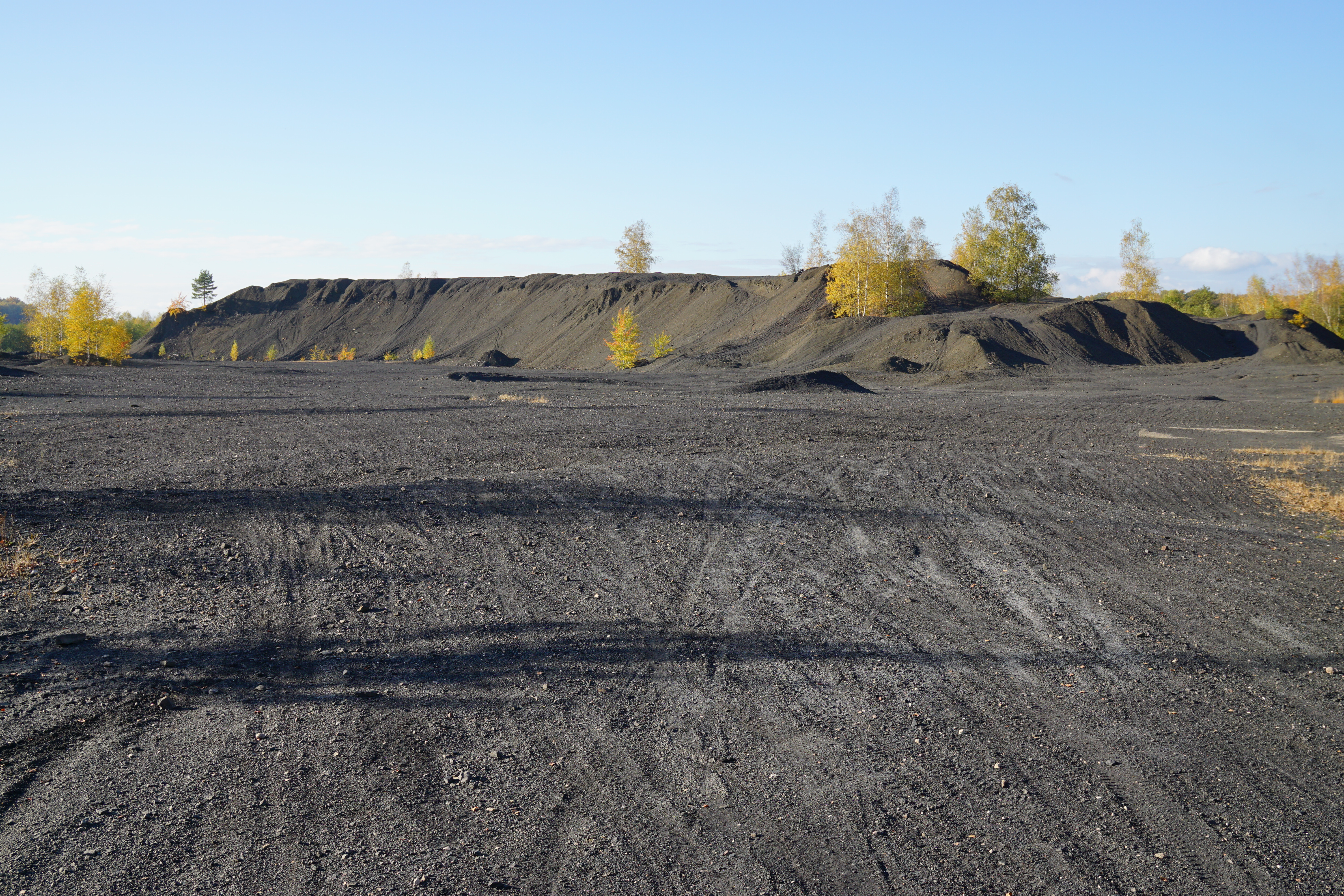
Un terril exploité du Magny-Danigon.
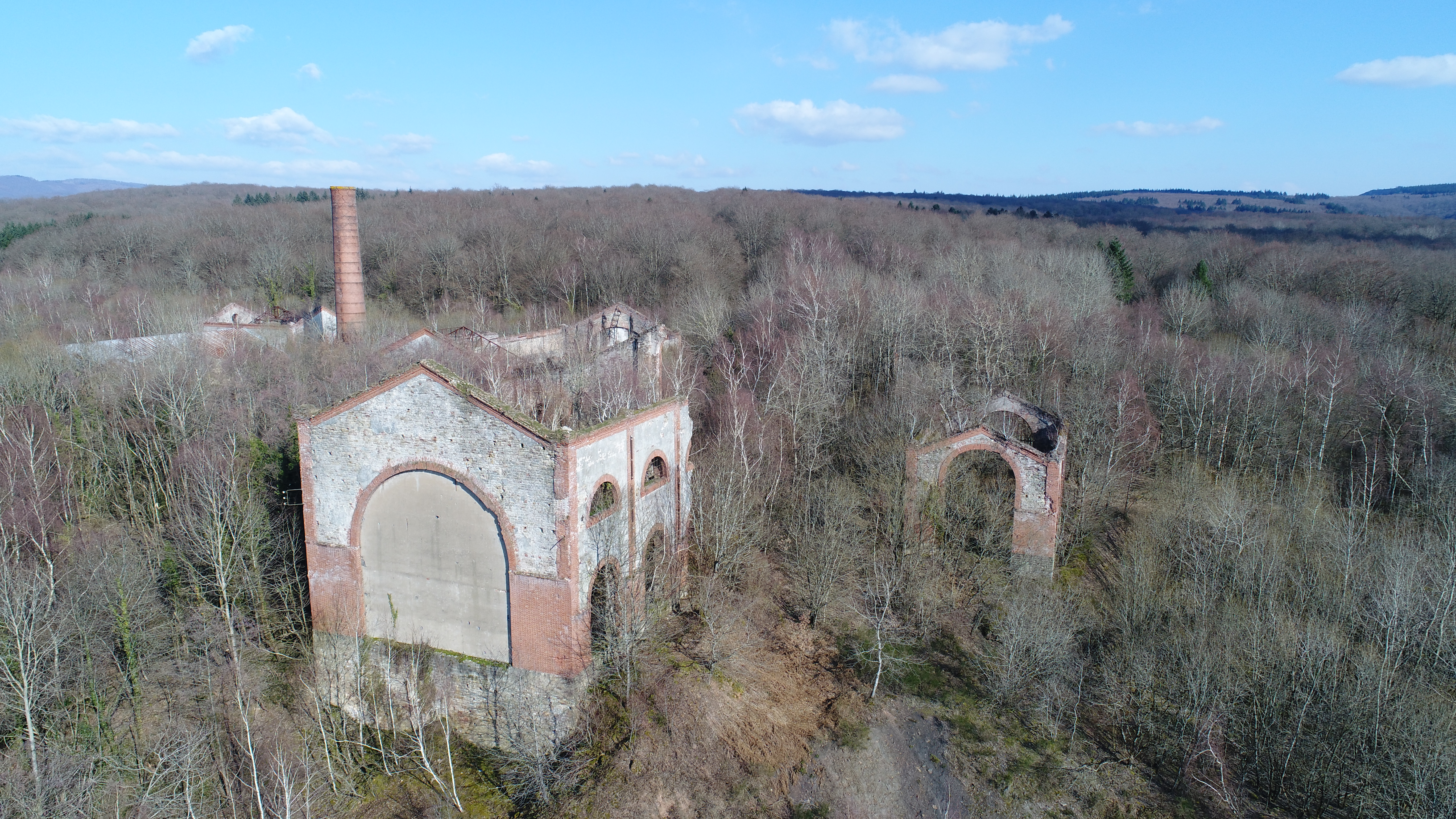
Le puits Arthur-de-Buyer est devenu une friche industrielle puis une ruine après des reconversions ratées.
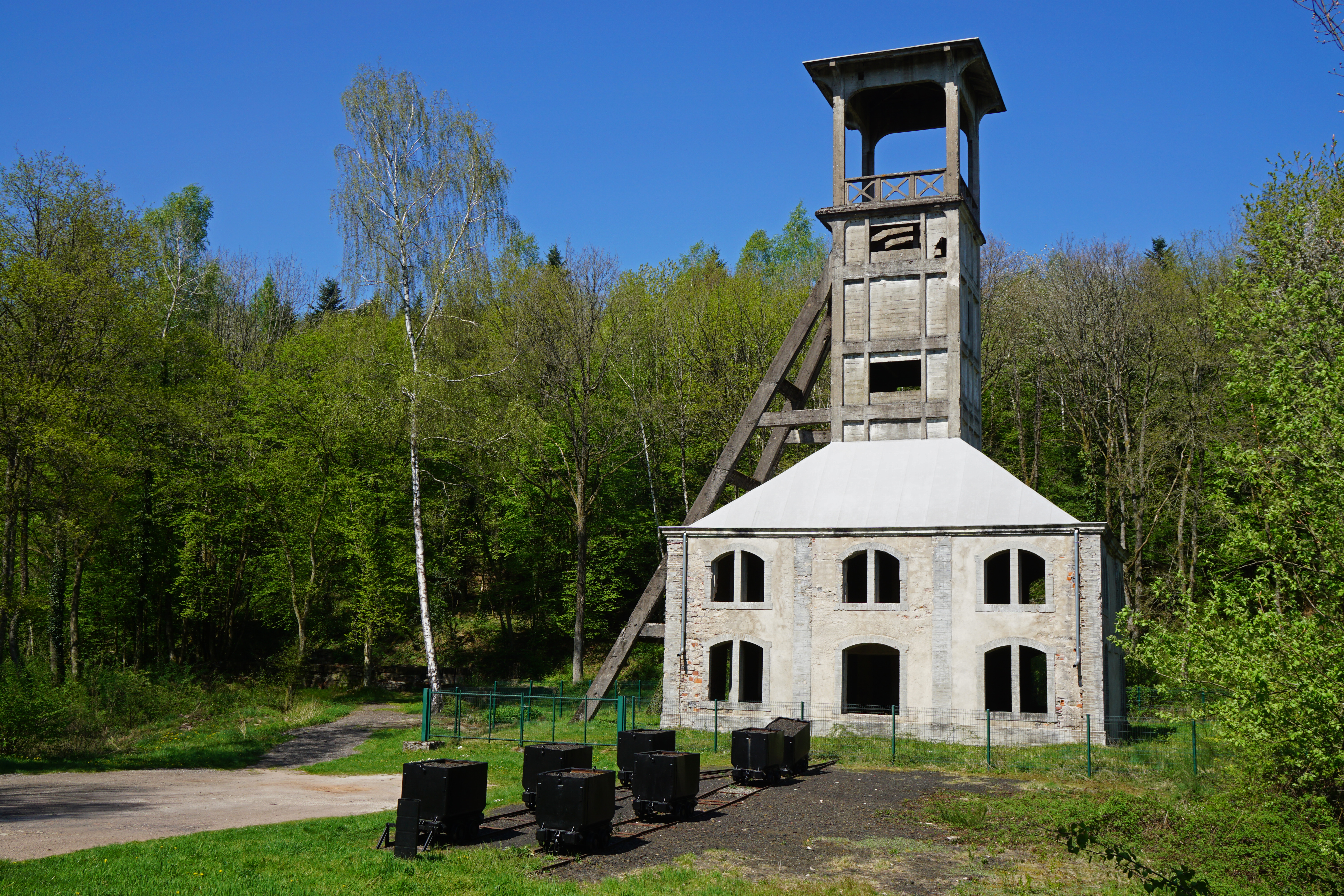
Le chevalement du puits Sainte-Marie.
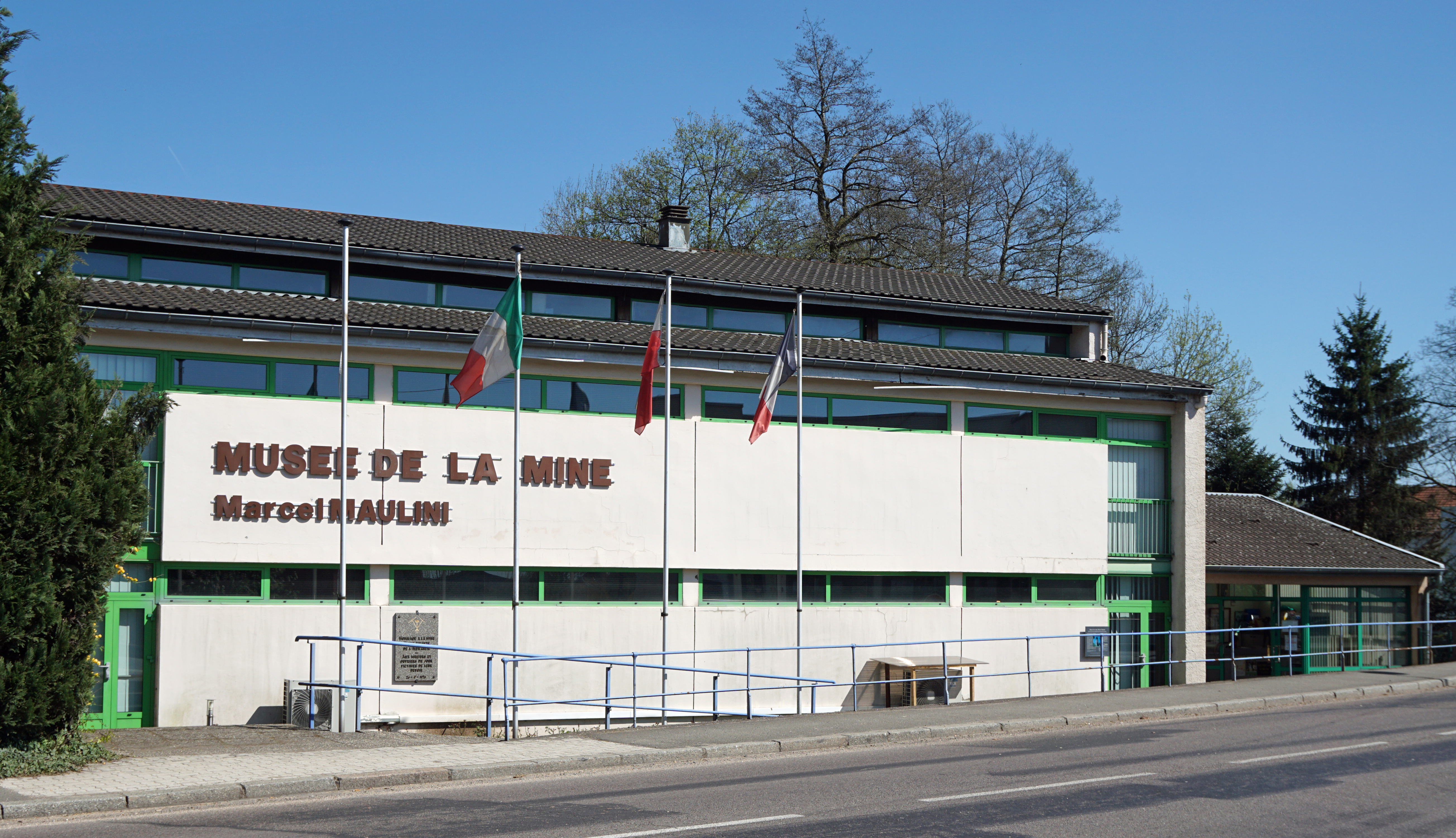
Le musée de la mine Marcel-Maulini.

### Éboulet

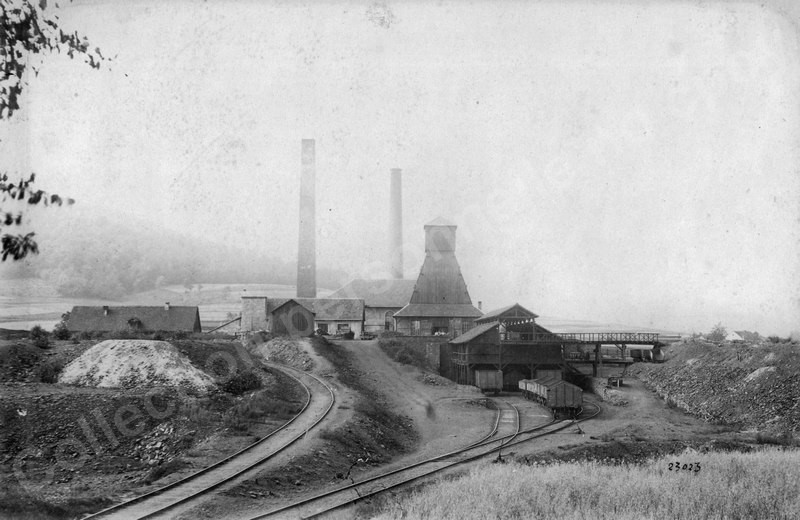
Le puits Notre-Dame, récupéré par les houillères de Ronchamp.

L'année 1847 voit l'émergence d'une société concurrente aux houillères de Ronchamp, la Compagnie des maîtres de forge, qui entreprend un sondage au nord du hameau d'Éboulet, à 100 mètres environ au sud de la limite de la concession de Ronchamp. Le 18 mars 1851, messieurs Patret, de Pruines et consorts demandent une concession située au sud de celle de Ronchamp, mais elle leur est refusée car les résultats sont jugés insuffisants. Dès lors, une compétition s'engage entre les deux compagnies minières. La société d'Éboulet décide d'effectuer de nouvelles recherches et entreprend le fonçage de trois puits en 1856 : le puits Notre-Dame d'Éboulet commence à extraire la houille à une profondeur de 564 mètres, mais le puits de l'Est est abandonné à sept mètres et celui de l'Ouest est un « trou de deux à trois mètres ».
Les travaux engloutissent beaucoup d'argent et les deux sociétés sont fragilisées financièrement, d'autant plus qu'une troisième compagnie vient s'ajouter aux deux concurrentes. Il s'agit de la société des ingénieurs également nommée Société du crédit mobilier qui, après avoir tenté une exploitation loin de Ronchamp, à Chaux, décide d’effectuer deux sondages. Le premier se situe au lieu-dit la Châtelaie, non loin du puits de l'Espérance et du puits de l'Est. Le second sondage est entrepris près du village de Clairegoutte. À ces trois compagnies s'ajoute encore un groupement de propriétaires mosellans qui effectuent des sondages à proximité de la commune d'Errevet. Ces travaux restent toutefois sans suite. En mars 1858, la société des ingénieurs est la première à abandonner, faute de résultat positif aux sondages de Chaux et de la Châtelaie. Elle abandonne le sondage de Clairegoutte et liquide tous ses biens, qui sont rachetés par un entrepreneur de Belfort qui s'entête encore quelque temps. En avril, la société d’Éboulet arrête le fonçage du puits Notre-Dame à 230 mètres pour le poursuivre par un sondage, moins onéreux. La compagnie renouvelle ensuite sa demande de concession le 26 août 1859 en modifiant toutefois le périmètre. La concession d'Éboulet voit finalement le jour après le décret du 4 juin 1862. Le 1er juillet 1862, la société est institutionnalisée en Société civile d’Éboulet avec pour directeur monsieur Thormann.
Finalement mises en difficulté, les Houillères d'Éboulet fusionnent avec celles de Ronchamp le 30 mai 1866.

### Mourière

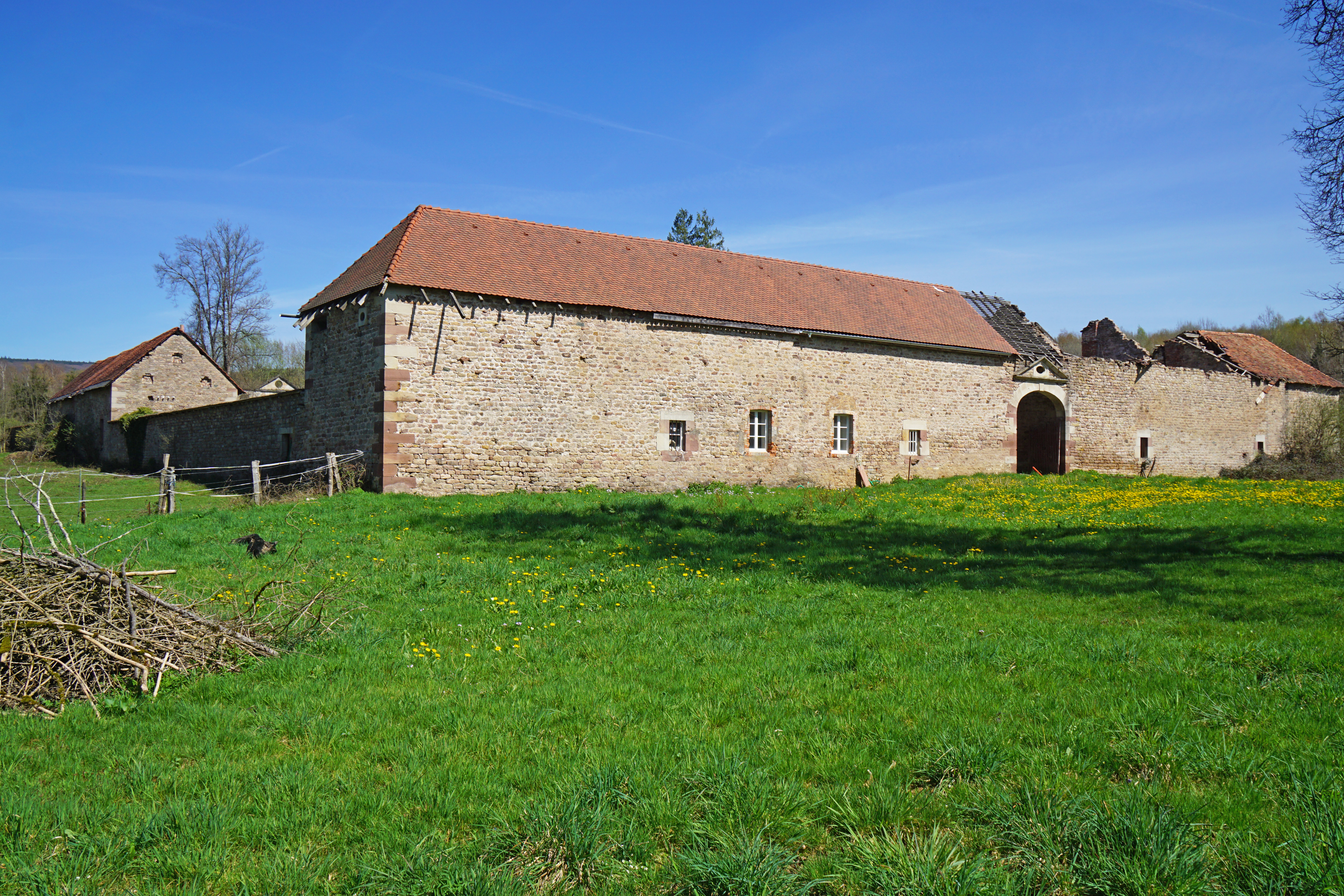
La verrerie de la Saulnaire.

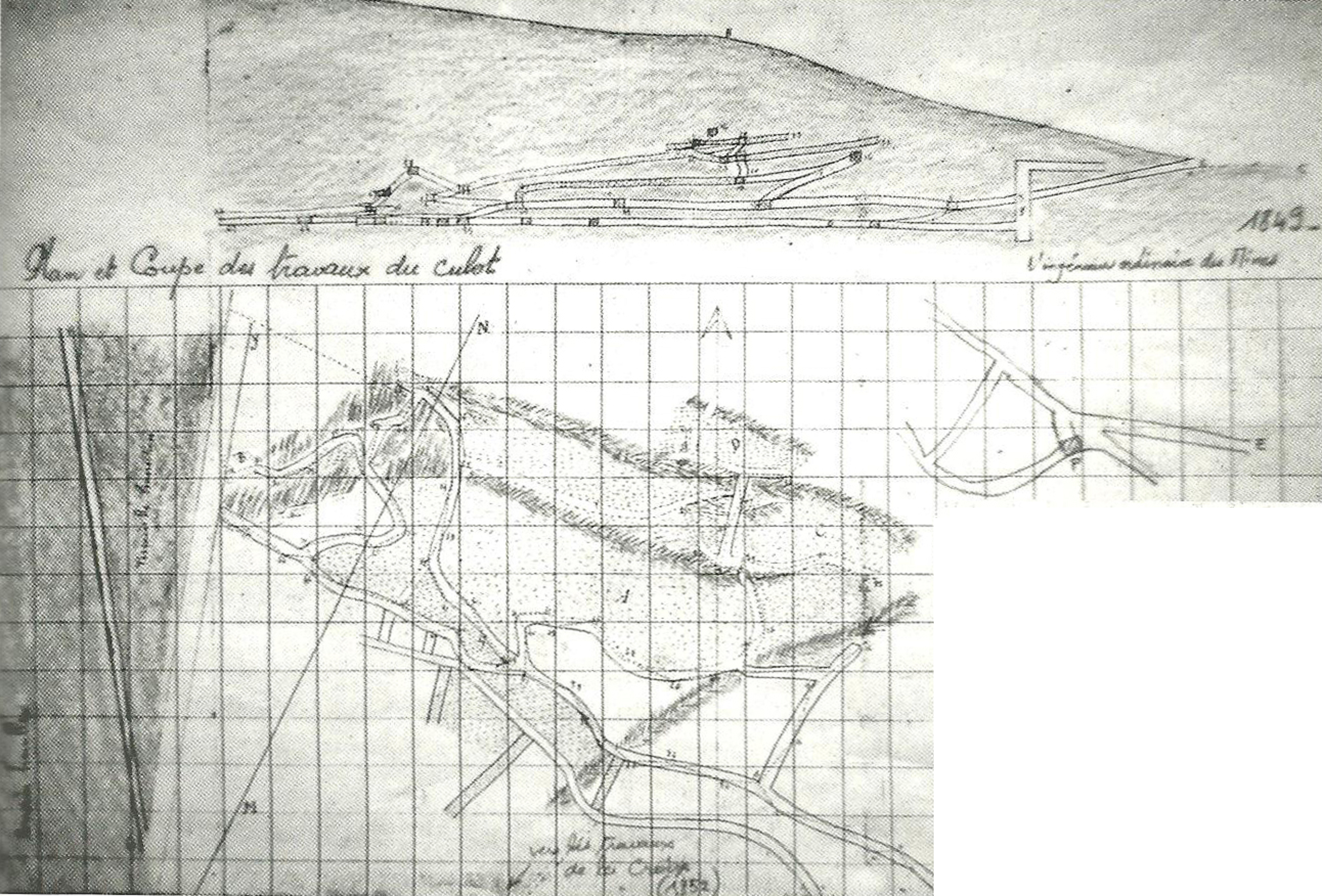
Plan et coupe des travaux miniers du Culot à Mourière.

La petite concession du hameau de Mourière et Aurière, située au nord-ouest de la colline de Bourlémont, sur les terres de Faucogney et de Ronchamp, est accordée au prince de Bauffremont le 25 octobre 1766. Ce dernier n'exploite cependant pas le charbon. En 1793, le sieur Grésely, propriétaire de la Saulnaire, souhaite acheter la concession pour exploiter la houille qu'il compte utiliser dans sa verrerie. Des travaux de faible importance ont lieu des années 1790 aux années 1840. L'ordonnance du 22 mai 1844 accorde la concession de houille de Mourière au sieur Grézely fils, associé avec les sieurs Conrad et consorts. Après des recherches nombreuses et peu satisfaisantes, une exploitation est ouverte à un kilomètre du hameau de Mourière, à l'endroit dit le Culot de la Breuchotte, au moyen de deux galeries. L'inclinaison des couches est de 15 à 20° vers le sud-ouest. En 1849, le puits de-la-Croix est foncé malgré d'importantes arrivées d’eau et une galerie est creusée en direction de celle du Culot. Les travaux sont suspendus vers 1858, à la suite de la mort accidentelle de l'ingénieur Barbier.
En 1860, la concession de Mourière atteint son chiffre record de production de charbon, avec 3 000 tonnes extraites, alors que ses deux rivales, Ronchamp et Éboulet, cumulent 160 000 tonnes extraites. Enfin sont ouvertes deux autres galeries, dites « Renaissance inférieure » et « Renaissance supérieure ». L’exploitation reste concentrée dans ces travaux par intermittence jusqu’en 1872. Une société dénommée Société nouvelle des houillères de Mourière fait l’acquisition de la concession. Elle rouvre l’ancienne galerie du Culot et le puits de-la-Croix pour en tirer au moins la houille nécessaire à ses travaux. En 1872, un puits de recherche est foncé, le puits Saint-Paul, mais ne rencontre que des veinules de houille inexploitables. En 1873, la société nouvelle des mines de Mourière demande une extension de concession. Pour établir la crédibilité de cette extension, la société creuse un sondage près du village de Malbouhans qui se révèle être un échec. La demande d'extension est alors abandonnée.

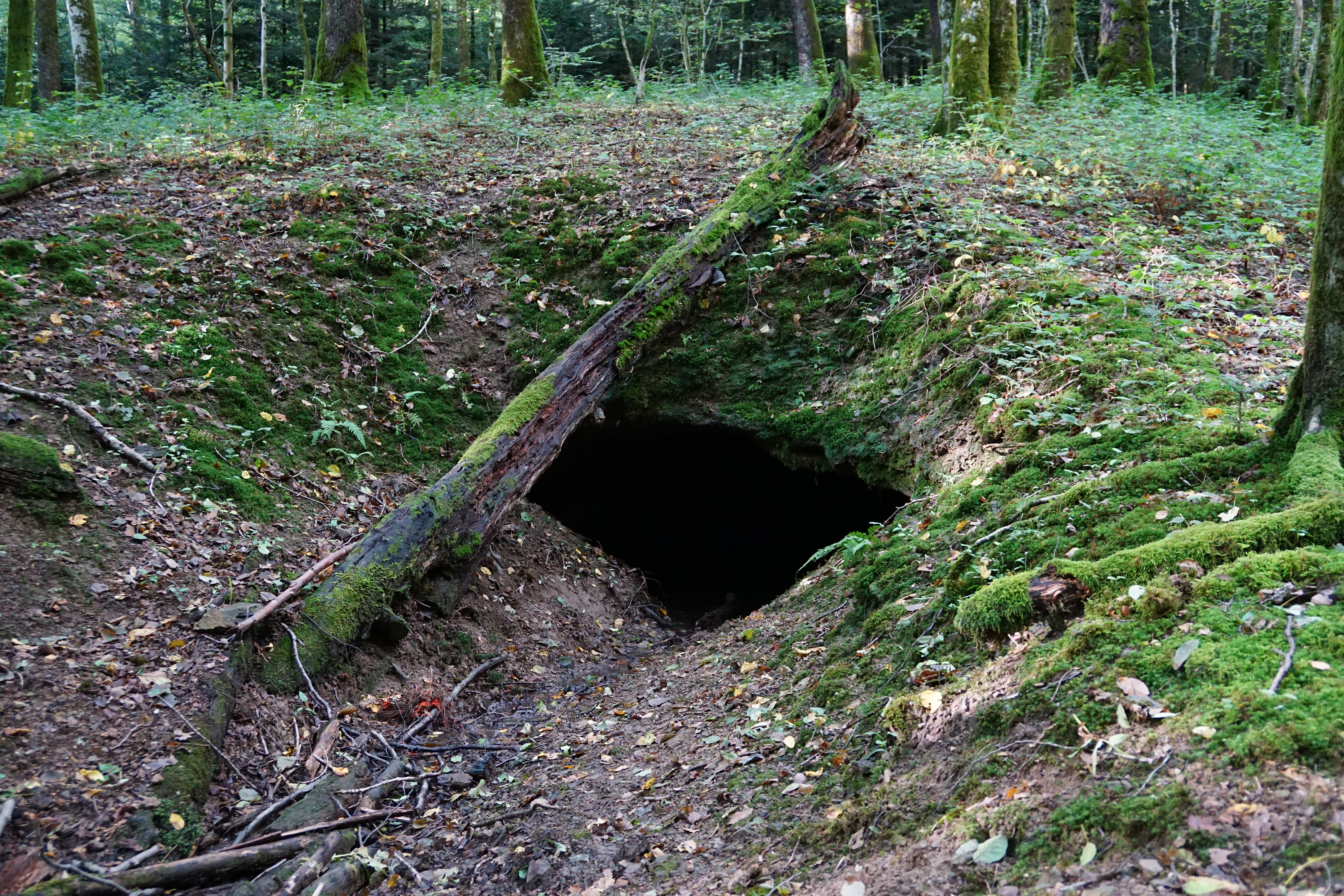
L'entrée de la galerie Saint-Louis.
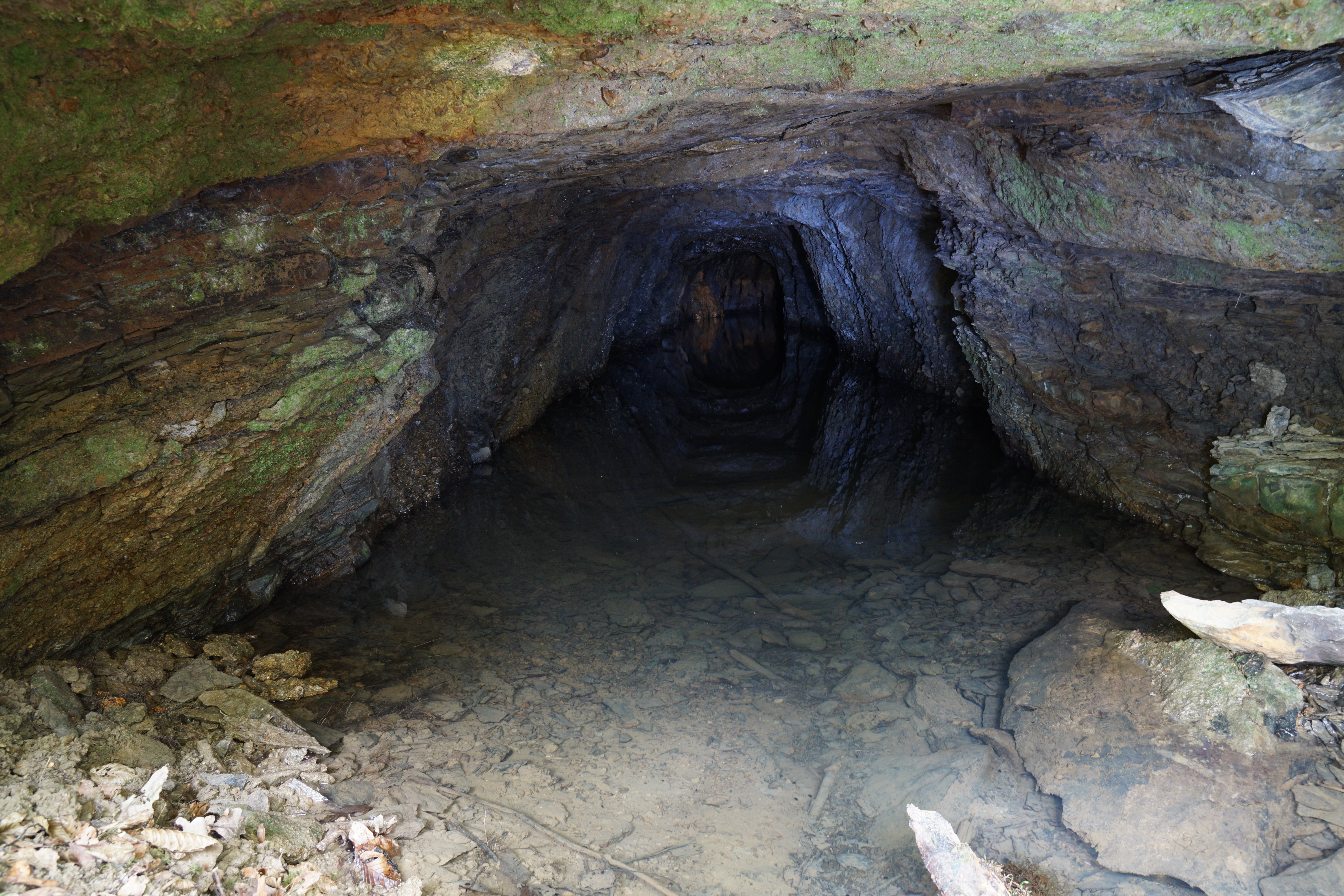
La galerie Saint-Louis est creusée vers 1870 pour dénoyer le puits de-la-Croix[37].

En 1879, le puits et les galeries du Culot ne sont plus exploités. Le travail se fait uniquement dans les galeries Renaissance d'où sont extraites, après lavage, 150 tonnes de houille par mois contre 100 tonnes en 1878.
Pendant ce temps la production du puits de-la-Croix passe de 1 001 tonnes en 1879 à 588 tonnes en 1880. En 1881, un puits est creusé au hameau de Mourière. Il rencontre une couche de 25 cm de charbon inexploitable à 55 mètres de profondeur, ce qui cause son abandon en janvier 1882. La société est mise en liquidation en 1891. C’est la fin de tous les travaux dans cette concession et plus aucun entrepreneur ne s'y aventure.
En 1958, la carte de l'IGN recense la galerie Saint-Louis et les puits Saint-Paul, du Nord et Sud, de-la-Croix, du Loup et du Culot. Ce dernier a donné son nom à un chemin d'exploitation forestière passant à proximité. Au début du XXIe siècle, des vestiges de ces travaux subsistent (terrils, affaissements de puits de mine et entrées de galeries).
| Fonçage | Nom               | Profondeur | Activité    | Fonction   |
| ------- | ----------------- | ---------- | ----------- | ---------- |
| 1849    | puits de-la-Croix | 98 m       | 1851 – 1891 | extraction |
| ?       | puits du Loup     | ?m         | ? – ?       | extraction |
| ?       | puits du Culot    | ?m         | ? – 1879    | extraction |
| 1873    | puits Saint-Paul  | 250 m      | 1874 – 1882 | recherche  |
| 1881    | puits de Mourière | 55 m       | 1881 – 1882 | recherche  |

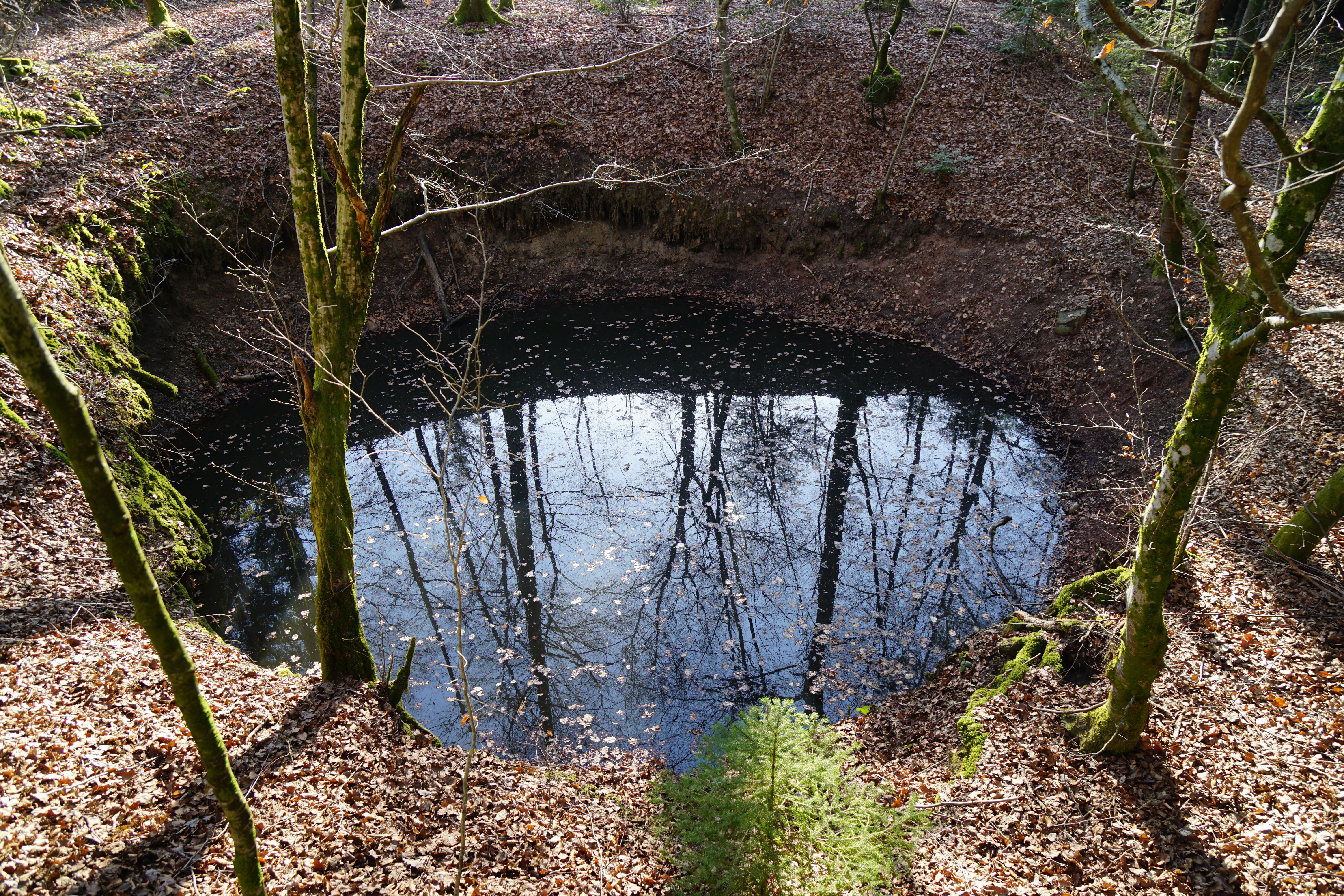
Trou en entonnoir, noyé, vestiges du puits de-la-Croix.
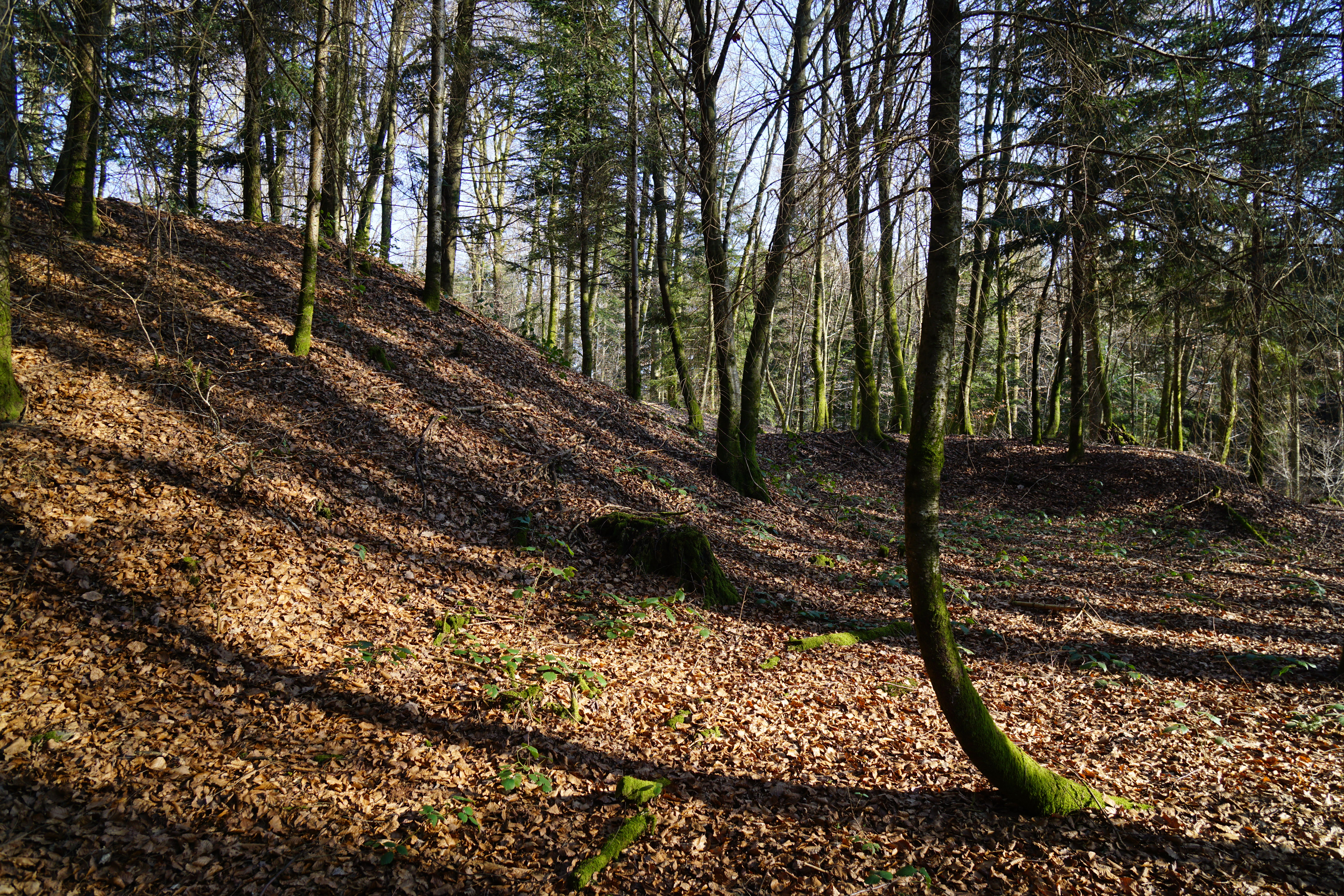
Le terril.
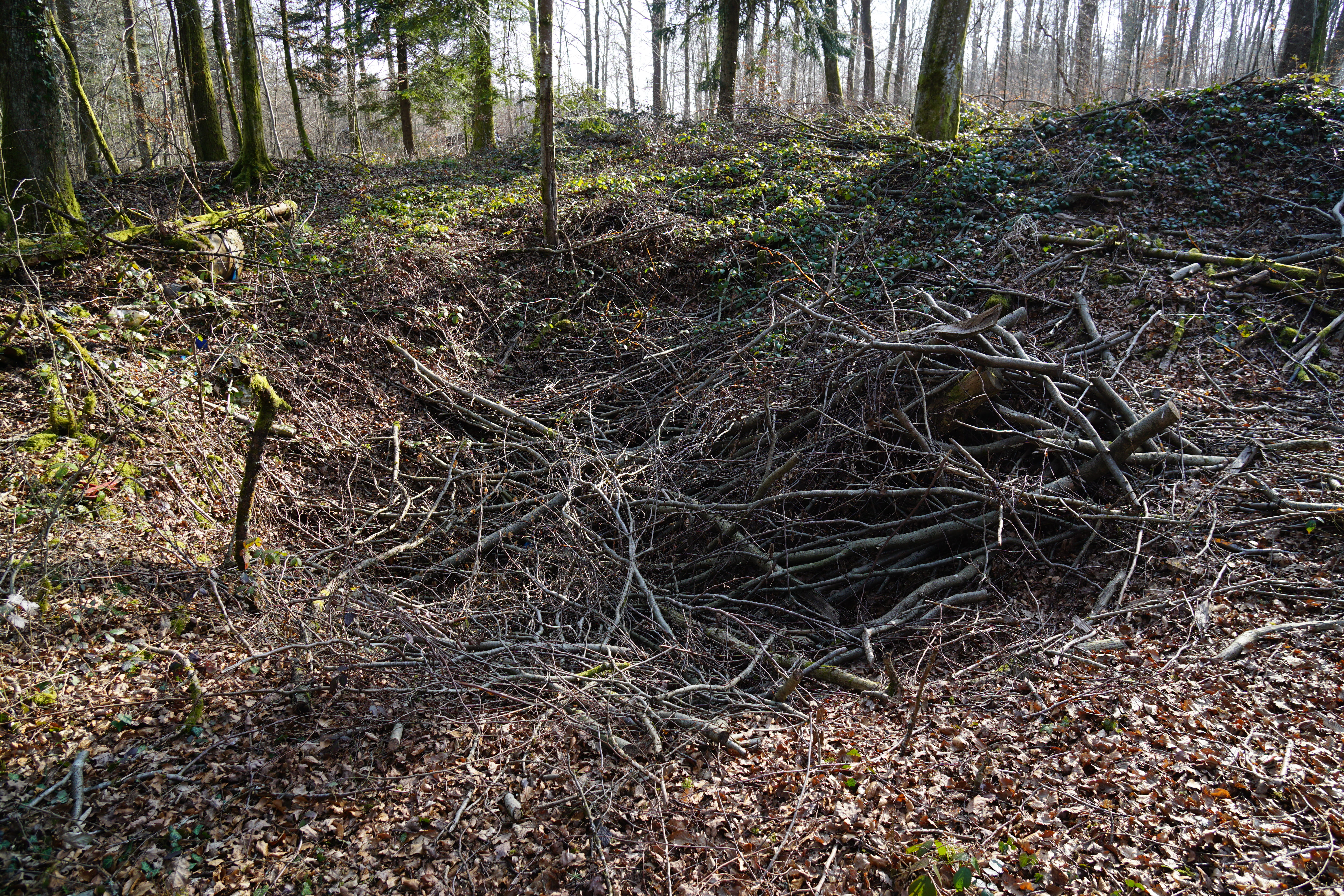
Le puits Saint-Paul.
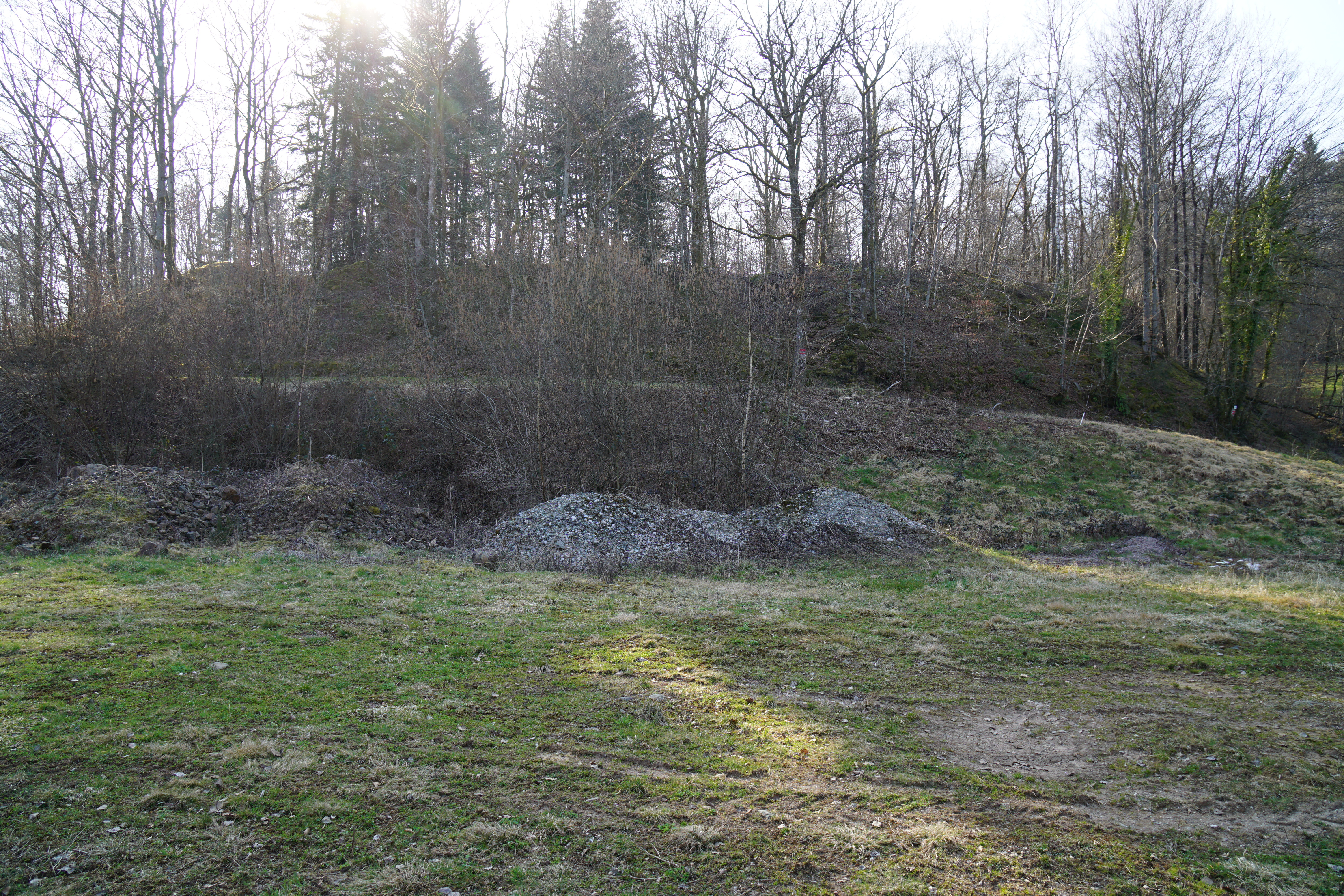
Le terril.

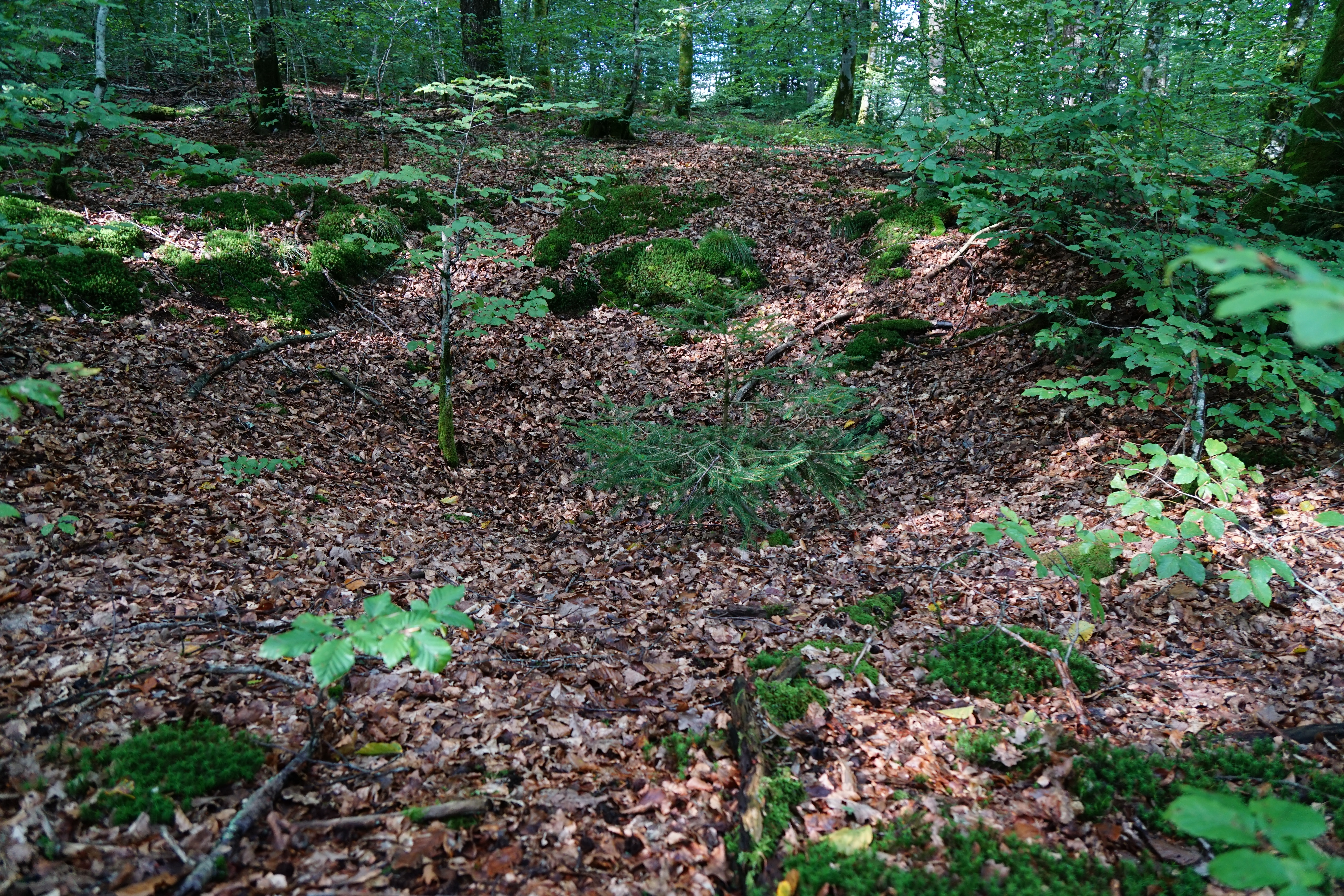
Le puits du Loup.
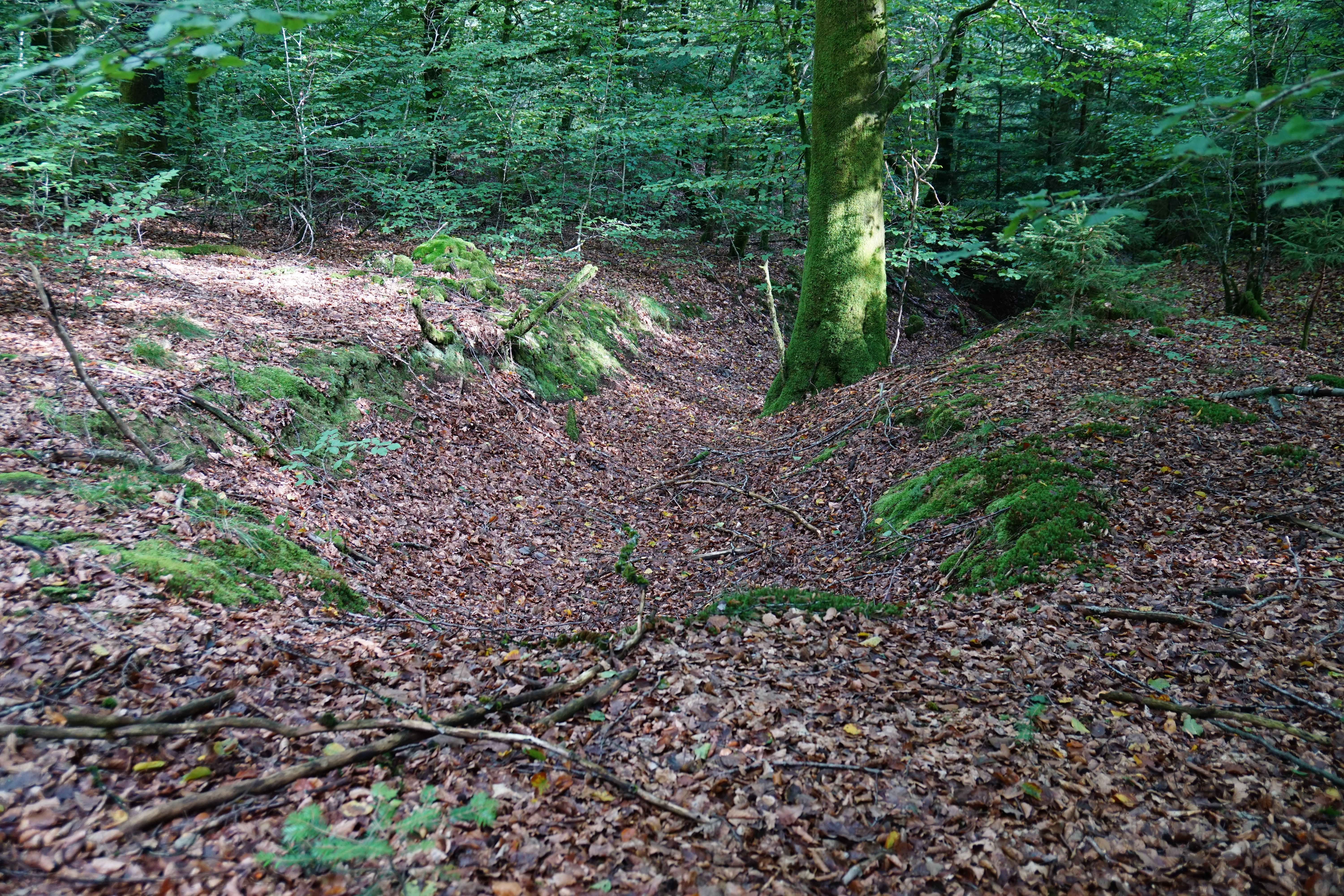
Une tranchée voisine du puits du Loup.
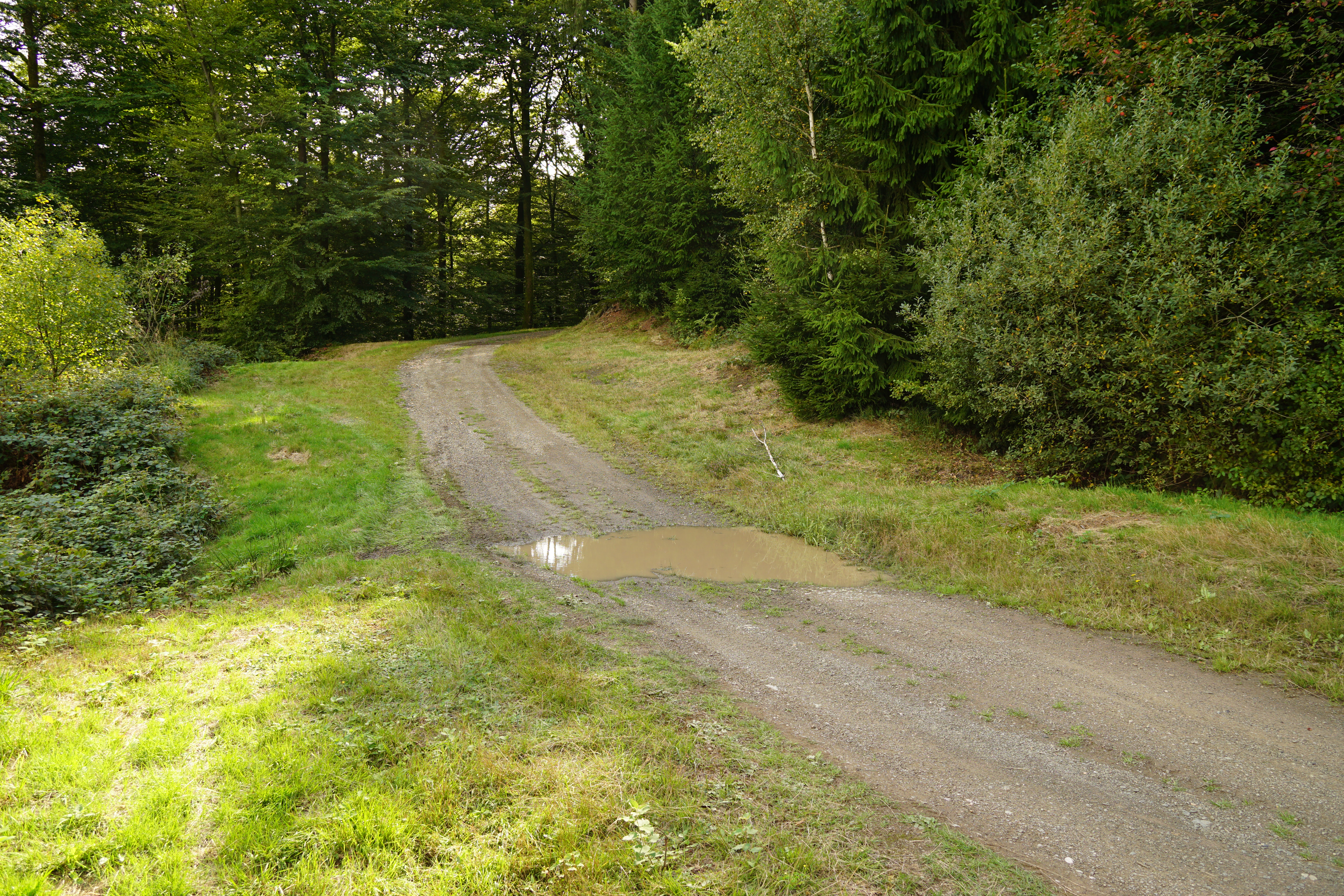
Le site du puits du Culot.
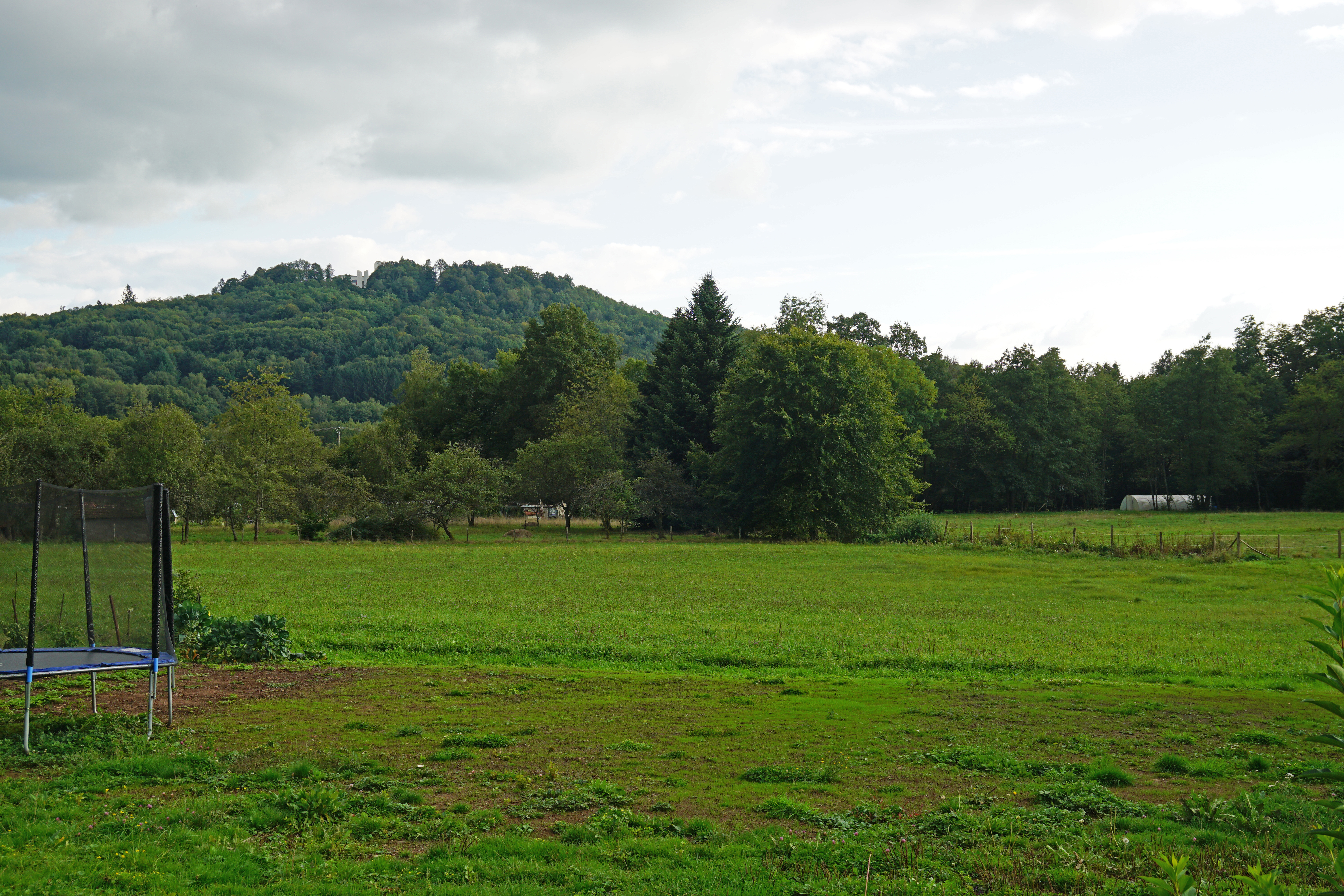
Le puits du Sud est situé derrière le rideau d'arbre, le puits du Nord dans le jardin.

### Lomont

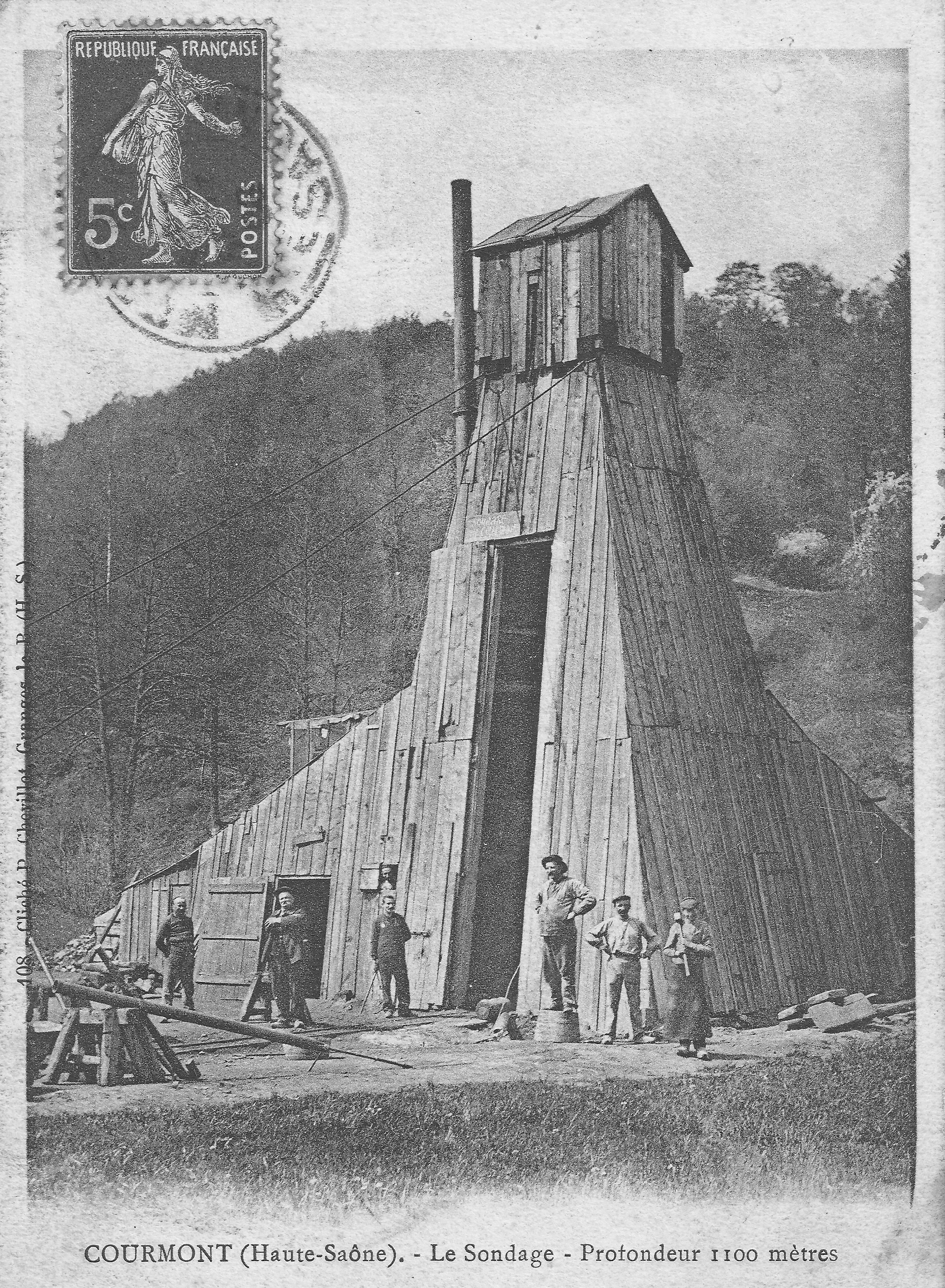
Le sondage de Courmont (1068 m).

Le 30 août 1899, Auguste Schwander propose à Armand Peugeot de rechercher le prolongement sud du bassin houiller de Ronchamp. Le 14 septembre 1903, ils fondent la société de recherche de houille entre Montbéliard et Villersexel. Parmi les actionnaires se trouve Jules Japy, dirigeant de la firme du même nom à Beaucourt,.
Plusieurs sondages sont creusés dans la concession de Lomont,, :
- sondage du moulin du Faux, abandonné à 498 mètres à cause d'un incident survenu le 23 mai 1901 ;
- sondage de la Pissotte, creusé en 1907, résultat négatif à 1 072 mètres ;
- sondage de Belverne, commencé en 1907 et achevé le 1er septembre 1908, résultat négatif à 899 mètres ;
- sondage de Lomont, entrepris en 1902 à six kilomètres au sud du puits Arthur-de-Buyer, il rencontre quatre couches de houille ayant respectivement des épaisseurs de 1,25 mètre, 1,65 mètre, 1,85 mètre et 1,80 mètre entre 1 090 et 1 106 mètres. L'épaisseur totale de charbon atteint 6,55 mètres[46] ;
- sondage de Courmont, résultat négatif à 1 068 mètres.

- Houille
- Failles

Coupe du gisement entre Ronchamp et Courmont, avec le puits Arthur-de-Buyer (Magny-Danigon).

La découverte de ce dépôt de houille puissant d'une dizaine de mètres d’épaisseur entre les profondeurs de 1 089,71 et 1 100 mètres prouve que le gisement trouve sa continuité au sud. La concession de Lomont, d'une superficie de 2 336 ha, comprend les communes de Belverne, Lomont, Courmont, Faymont, Étobon, Clairegoutte, Frédéric-Fontaine, Magny-Jobert, Lyoffans et Saulnot. Elle est accordée le 26 juillet 1904 à la société de recherche de houille entre Montbéliard et Villersexel. Mais aucune extraction n'aura lieu, les houillères de Ronchamp ayant refusé l'aide technique demandée par la concession de Lomont,. En mai 1954, le « comité de défense de la mine et de la centrale thermique de Ronchamp », faisant face à la fermeture imminente des houillères locales, propose de lancer l'exploitation du bassin houiller jurassien et d'autres concessions dans la Haute-Saône, dont celle de Lomont, pour créer les « charbonnages de Franche-Comté ». Cette initiative reste sans succès.

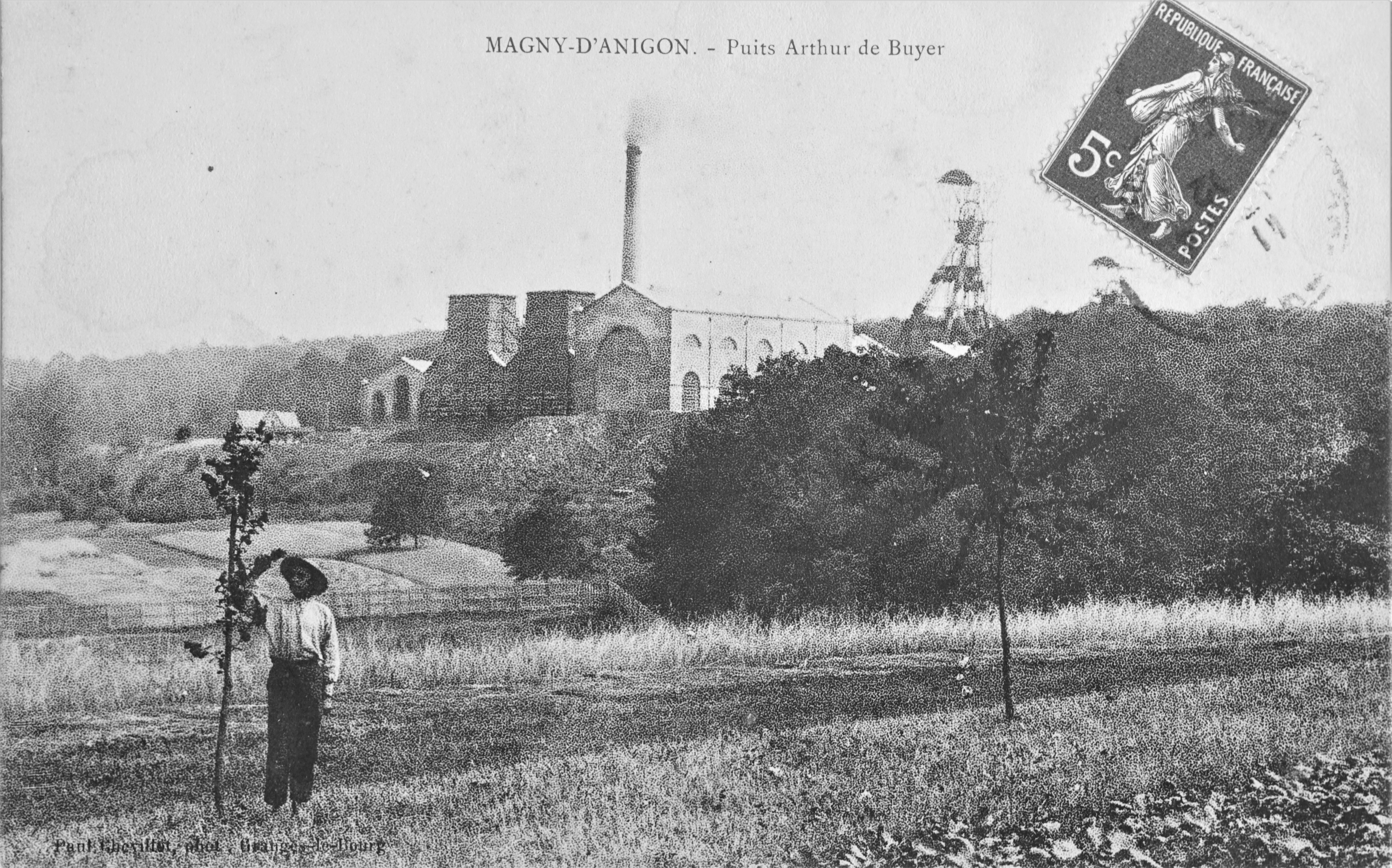
Le puits Arthur-de-Buyer (1 010 m), voisin de la concession de Lomont.
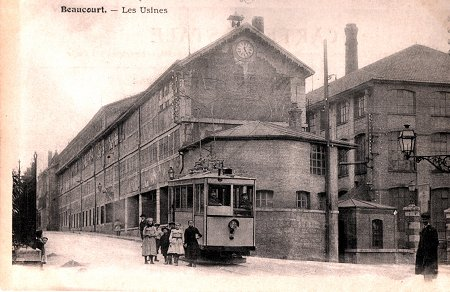
Usine Japy des Fonteneilles à la fin du XIXe siècle.

### Saint-Germain
- Sondages positifs
- Sondages négatifs
- Limites de la concession
- Voies ferrées

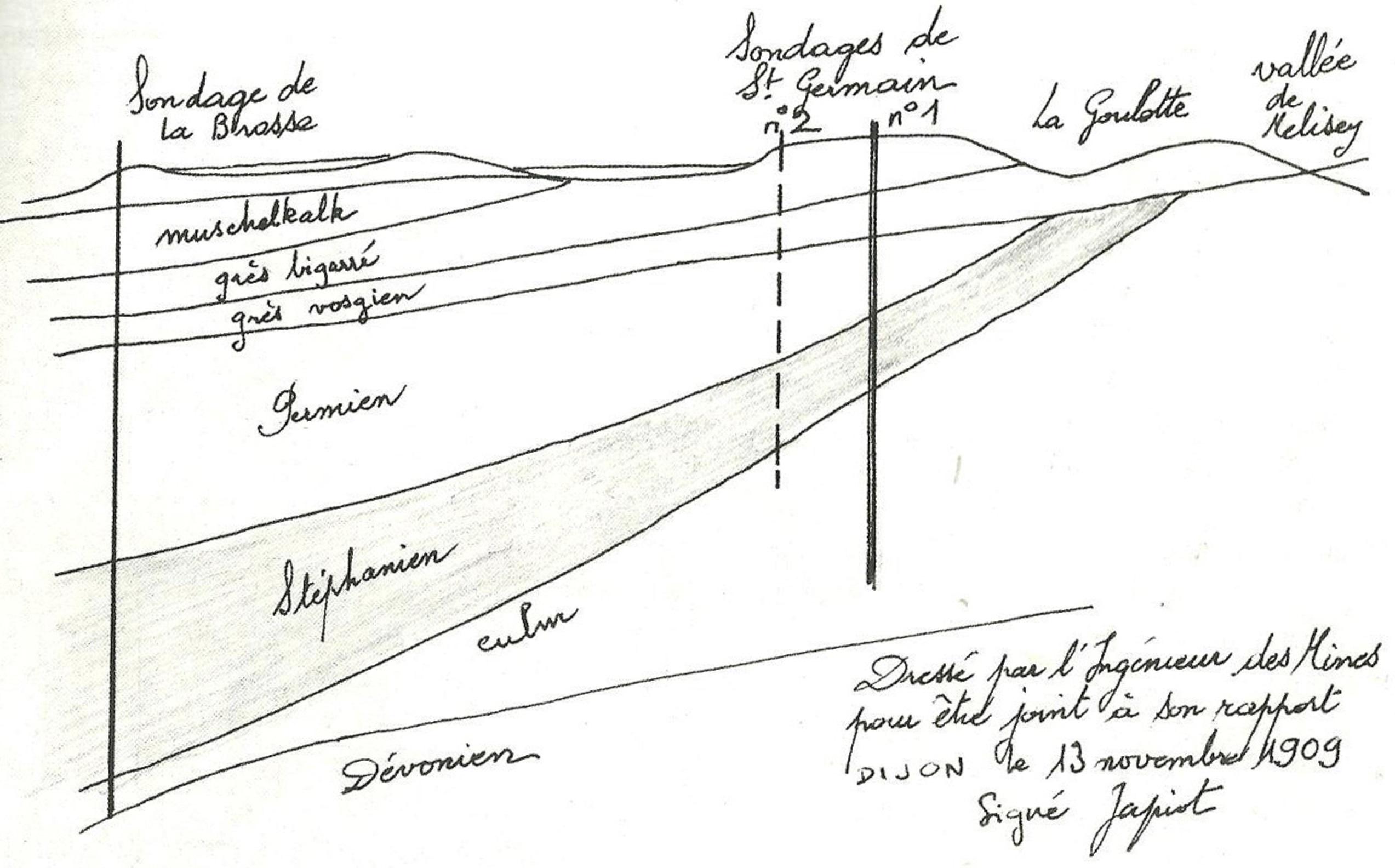
Coupe du bassin stéphanien de Saint-Germain.

Carte de la concession de Saint-Germain et localisation des sondages numérotés.

Le gisement de Saint-Germain, qui affleure au lieu-dit la Goulotte, au sud de Mélisey, est découvert au début du XXe siècle et permet de soupçonner des réserves importantes de charbon. En effet, des sondages montrent l'existence de couches épaisses où le Stéphanien moyen atteint une profondeur de plusieurs centaines de mètres.
En 1905, le premier sondage au lieu-dit la Gabiotte de la commune de Fougerolles, à 5 km au nord-ouest de Luxeuil, est creusé par un industriel seul. Plusieurs de ses « amis » créent l'année suivante la Société civile de recherche de houille de Luxeuil afin de poursuivre les prospections. En 1911, à la suite des bons résultats des sondages, elle devient la Société anonyme des houillères de Saint-Germain. Les travaux stoppés par la guerre reprennent en 1926 avec le soutien de la Société de recherche de houille de Belfort. Les actionnaires sont particulièrement sollicités pour les recherches, mais ils appartiennent en majorité à l'industrie textile, qui connaît une crise et provoque l'arrêt des travaux selon Monsieur Seyrig.
Les sondages effectués vers Saint-Germain de 1905 à 1929, à une dizaine de kilomètres des limites nord-ouest de la concession de Ronchamp, permettent de découvrir des veines de charbon :
- sondage no 1, La Gabiotte (1905), négatif ;
- sondage no 2, Saint-Germain I (1907), une veine de 0,90 mètre, légèrement barré d'épaisseur à 240 mètres de profondeur et des filets de houille à 236,70 et 350 mètres ;
- sondage no 3 de La Brosse, (1908-1909), négatif ;
- sondage no 4, Saint-Germain II (1911[50]), une couche mesurant 0,94 mètre d'épaisseur à 324,65 mètres de profondeur, cinq veines cumulant 1,24 m entre 333,70 mètres et 337,10 mètres puis une couche de 30 cm à 347,75 mètres et enfin, des filets à 380 mètres ;
- sondage no 5 du Grand Morveau, au nord de Lure (1924-1925[50]) fort pendage des couches, pas de houille détectée ;
- sondage no 6 du Mont[50], ou Marcoudant (1926), un filet de 10 cm à 530,65 mètres, une veine de 0,80 mètre d'épaisseur à 600,40 mètres, trois filets entre 626,55 et 632,20 mètres de profondeur et plusieurs filets 647 et 656,78 mètres, sondage arrêté accidentellement à 692,80 mètres ;
- sondage no 7 (Froideterre, 1927-1928[50],[51]), quatre veines de 0,75 ; 1,75 ; 2,50 (barré de schiste) et 1,34 mètre d'épaisseur entre 710,05 et 766,25 mètres de profondeur ;
- sondage no 8, (La Coulonge (1928-1929)[50],[52]), six veines de 0,20, 0,35, 0,45, 0,60, 0,58 et 0,35 mètre d'épaisseur entre 989,20 et 1 132,60 mètres de profondeur.

L'un des deux sondages de Saint-Germain.
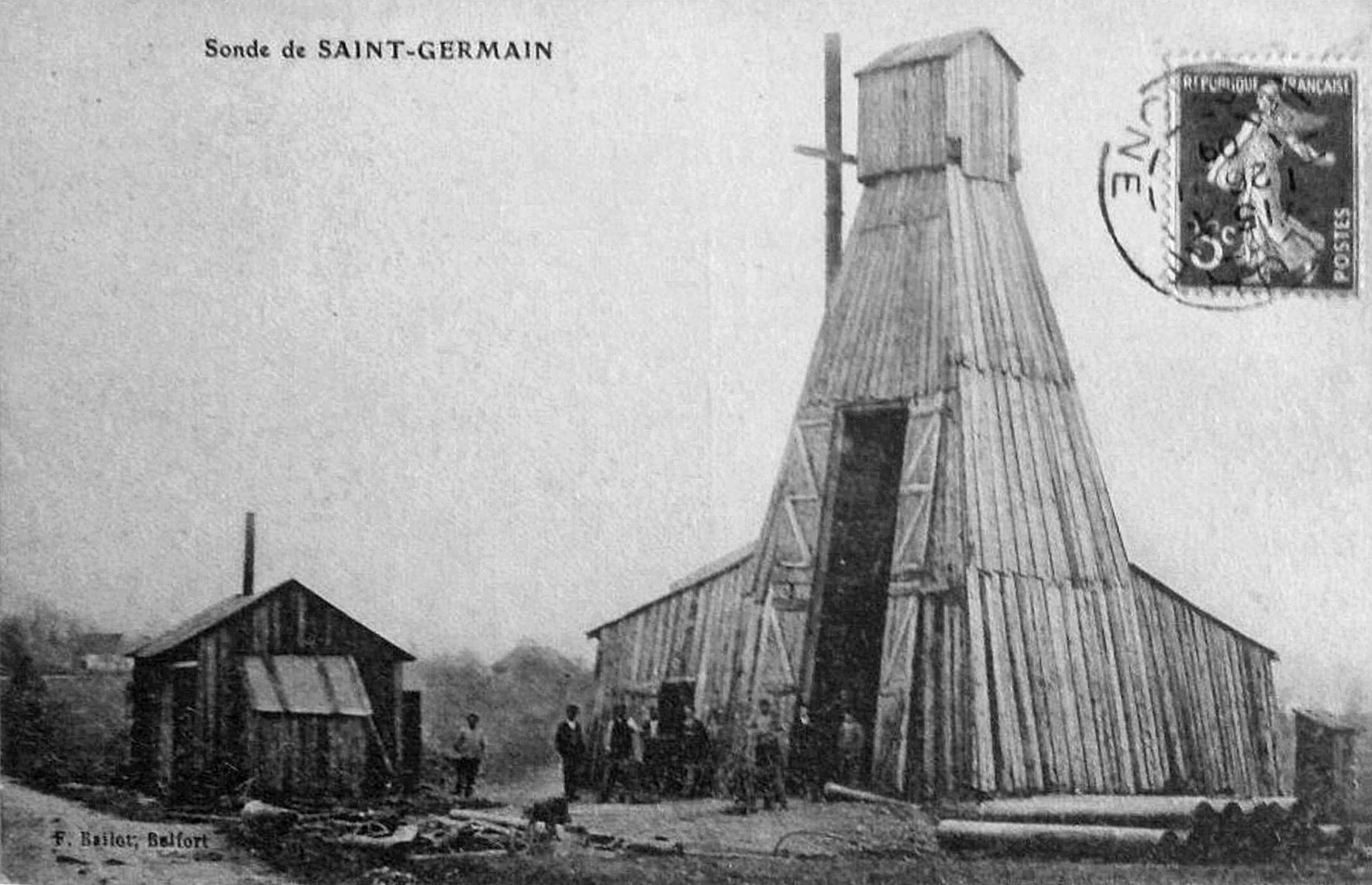
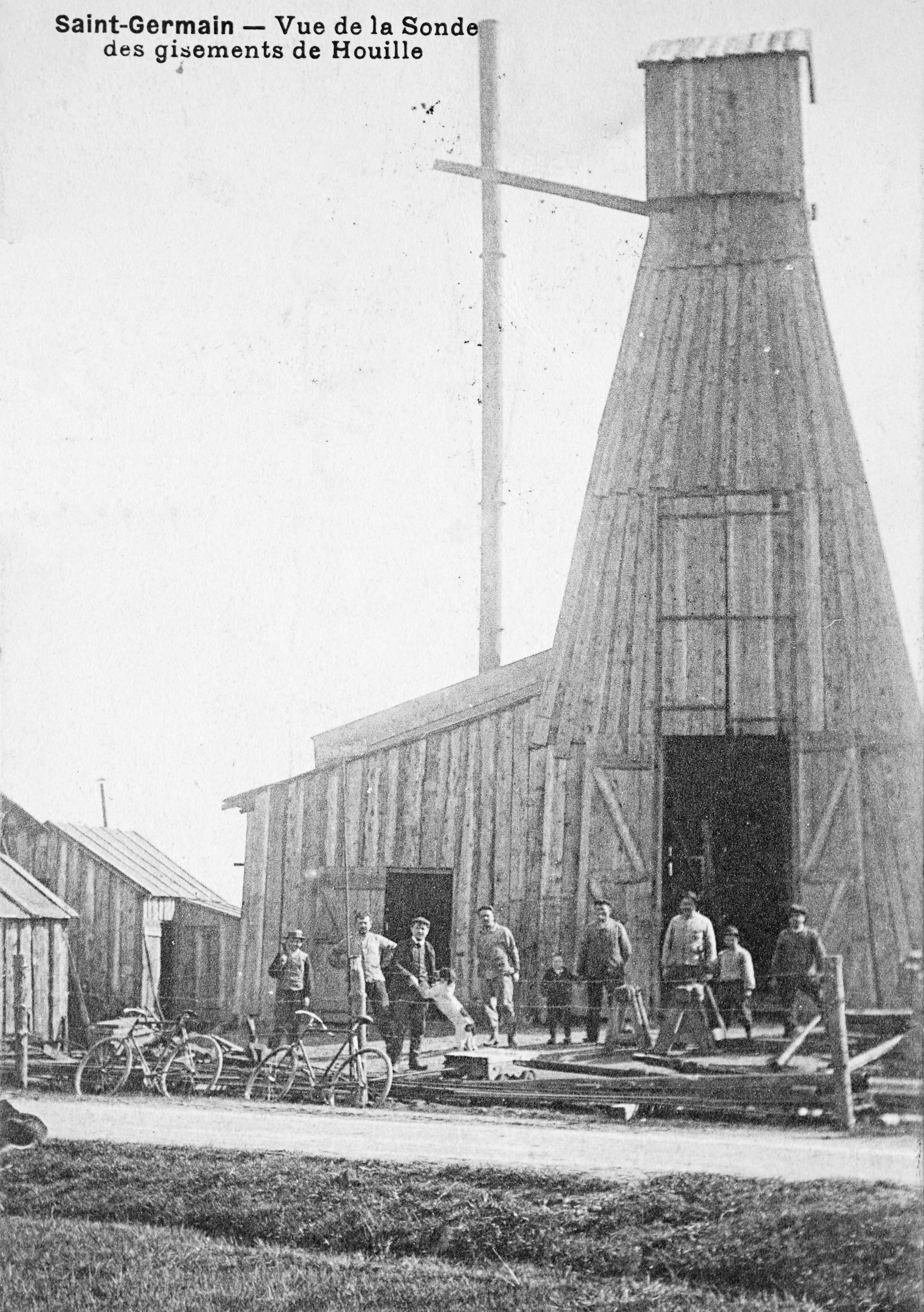

En 1911, Eugène Fournier, qui envisage la création d'un « centre industriel important », présente les résultats à l'Académie des sciences. Une concession de 5 308 ha est accordée le 5 juin 1914 à la suite d'un décret du 16 mai 1914. Celle-ci englobe les communes de Lure, Saint-Germain, Froideterre, Lantenot, La Neuvelle-lès-Lure, Bouhans-lès-Lure, Rignovelle, Linexert, Franchevelle, Quers et Adelans. Le projet d'exploitation du bassin houiller est retardé par la Première Guerre mondiale, puis il est progressivement abandonné en raison de circonstances économiques et politiques défavorables, malgré une relance des recherches en 1924 qui ne permettent pas de conclure sur l'exploitabilité du gisement. Le rapport présenté par monsieur Delfortrie le 20 septembre 1951 précise à ce sujet que les experts ont reconnu les résultats, mais que la mise en exploitation de ce gisement consiste à créer un nouveau charbonnage. En mai 1954, le « comité de défense de la mine et de la centrale thermique de Ronchamp », faisant face à la fermeture imminente des houillères locales, propose de lancer l'exploitation du bassin houiller jurassien et d'autres concessions dans la Haute-Saône, dont celle de Saint-Germain, afin de créer les « charbonnages de Franche-Comté ». Cette initiative reste sans suite. Les réserves sont estimées à 150 millions de tonnes par monsieur Fournier et 30 millions de tonnes par monsieur Guillaume.

## Travaux hors concessions

### Recherches de Fougerolles
Des recherches sont menées au nord de la concession de Saint-Germain, autour de la commune de Fougerolles. En 1838, puis en 1906, deux sondages sont creusés aux lieux-dits le Champ et la Gabiotte pour rechercher le prolongement du bassin houiller de Ronchamp. Mais seuls des lambeaux d'anthracite de faible épaisseur sont repérés et resteront inexploités.

Le sondage de la Gabiotte à Fougerolles.
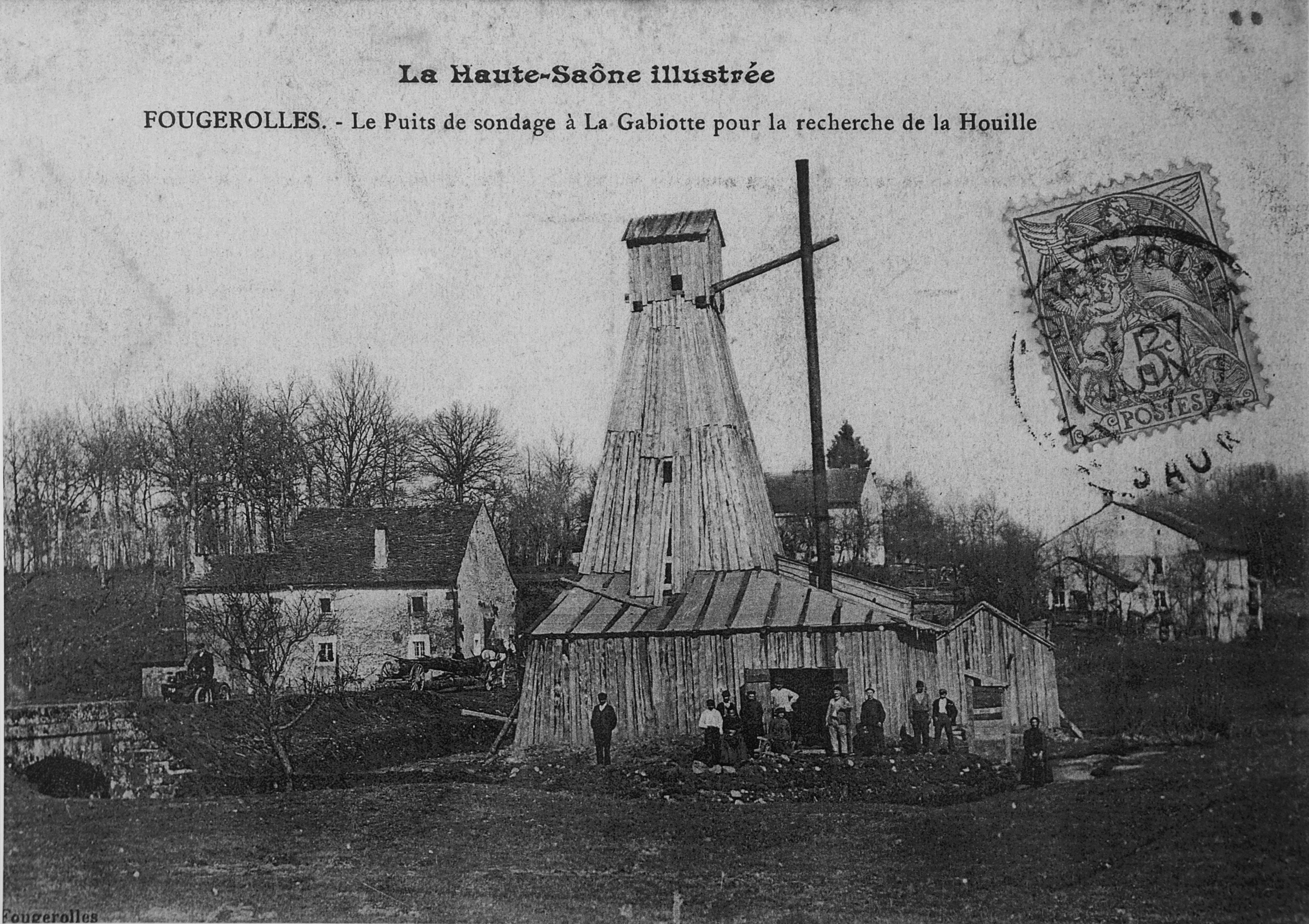
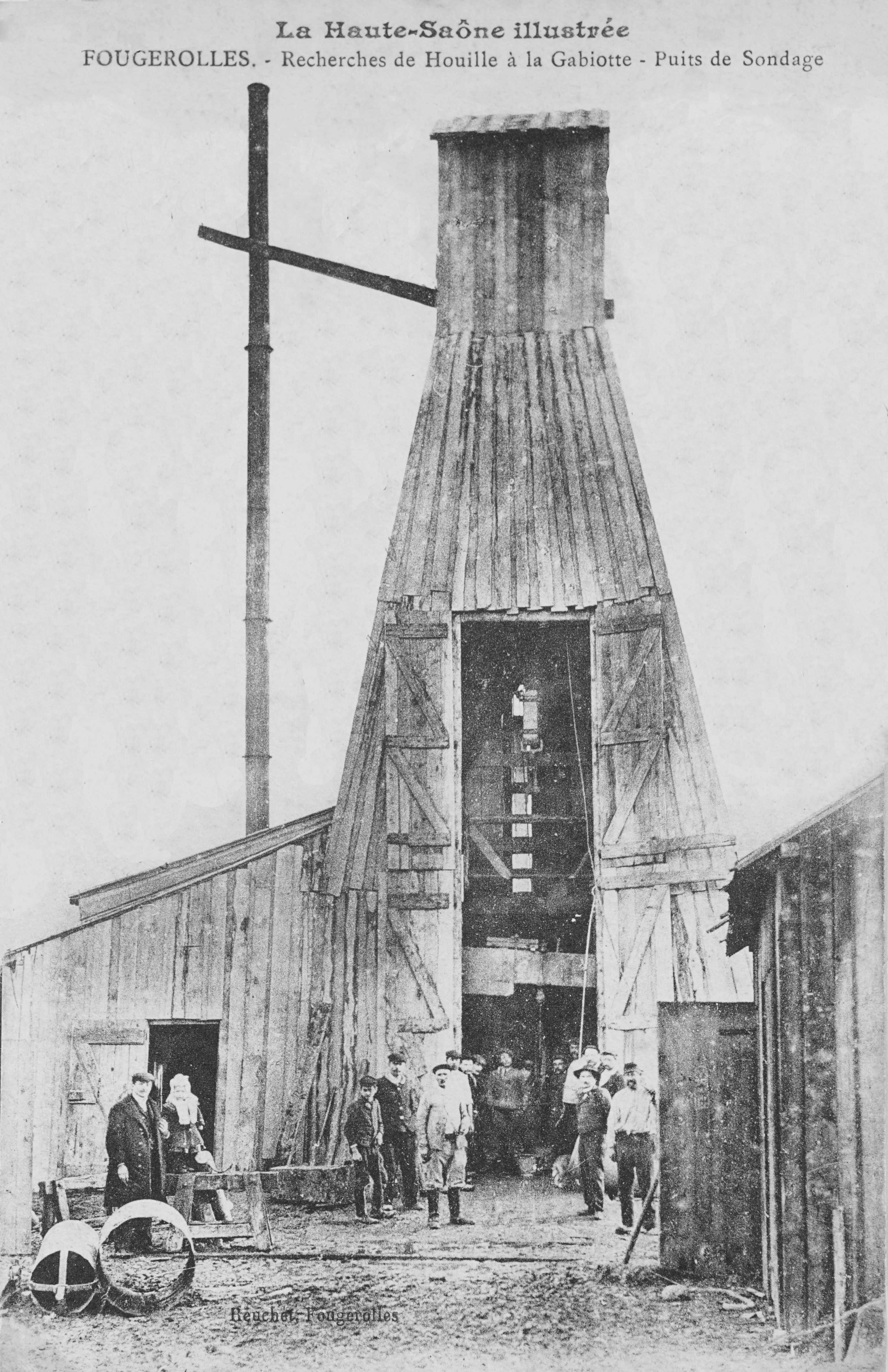

### Vers l'est
Tout au long du XIXe siècle et au commencement du XXe siècle, les houillères de Ronchamp et ses concurrentes recherchent la houille en direction de l'est, vers Belfort et Mulhouse, pour deux raisons. D'abord, c'est dans cette direction que se prolonge le bassin permien qui recouvre le terrain houiller. Il se caractérise par une forte couche de grès rouge vosgien. Ensuite, parce que le terrain houiller y est moins profond qu'au sud, en direction de Lomont. Bien que les résultats de ces travaux restent peu concluants au fil du temps, les dirigeants ne se sont jamais découragés de lancer des recherches dans cette région, tout en sachant qu'ils ne découvriraient pas de meilleurs gisements qu'à Ronchamp.

#### Environs de Thann
Vers 1809, de faibles quantités de houille sont extraites et analysées sur les communes de Sentheim, Thann (collines de Kaltbach, colline de Steinbilt et Ricbach), Bitschwiller et Uffholtz (collines d'Ertzbach). La qualité et la quantité de houille n'égalent pas celles de Ronchamp, et la houille est réservée à un usage local, notamment dans les forges et fabriques voisines.

#### Compagnie départementale du Haut-Rhin
La compagnie départementale du Haut-Rhin pour la recherche de nouvelles mines de houille effectue de nombreuses recherches entre 1822 et 1832 dans le sud du Haut-Rhin (dont une partie deviendra le Territoire de Belfort) ainsi que dans la vallée de Villé.

#### Société de recherche de la houille en Alsace

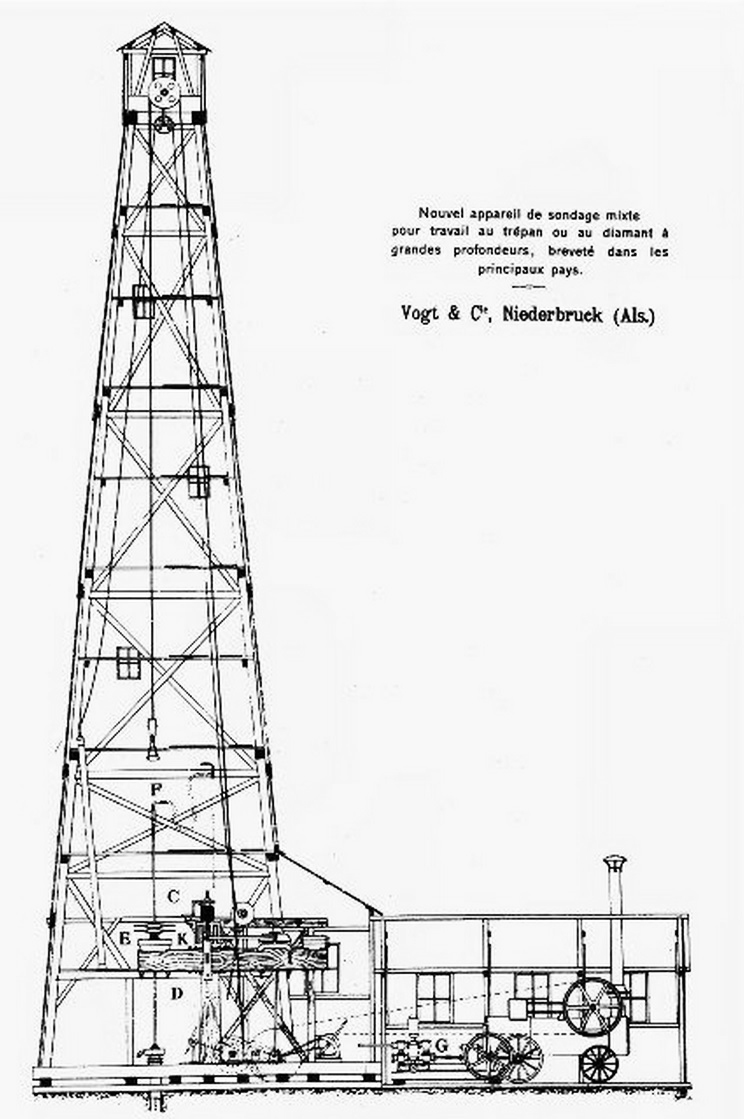
Tour de sondage Vogt.

Près de soixante-dix ans après les travaux menés par la Compagnie départementale du Haut-Rhin, de nouvelles prospections sont lancées en 1900 dans la vallée de la Doller par Joseph Vogt et Jean-Baptiste Grisez, sans succès. Une compagnie minière est créée par Amélie Zurcher, les deux précédents sondeurs associés et d'autres investisseurs en 1904 pour rechercher le prolongement du bassin houiller sous-vosgien dans la région de Mulhouse. Cette société découvre alors le bassin potassique d'Alsace. Elle poursuit les prospections jusqu’en 1910 et creuse le premier puits des mines de potasse d'Alsace,,.

#### Anjoutey-Roppe

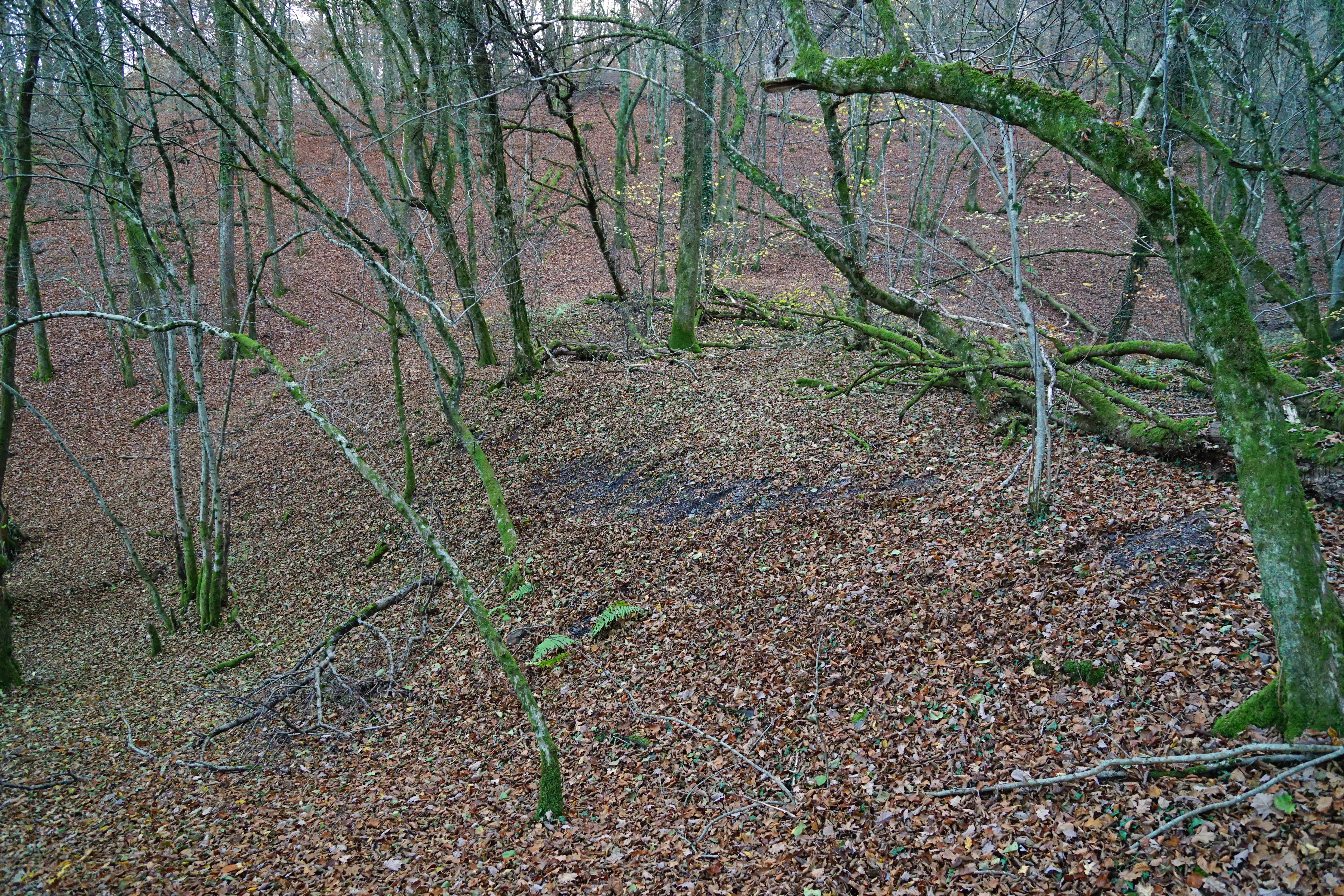
Le terril du puits de Roppe.

Dans ce secteur, le terrain houiller affleure à deux endroits : dans des champs entre Bourg et Anjoutey et dans la forêt d'Arsot, au nord-ouest de l'étang d'Autruche.
Plusieurs travaux de recherche sont entrepris à Anjoutey, au nord de Belfort, dont un puits d'extraction creusé en 1775 par le sieur Prevost. En 1843, monsieur Angelmann, cultivateur dans la même commune, découvre un banc de schiste houiller à 1,5 mètre de profondeur dans son champ. Celui-ci présente des traces de fougères. Un puits de 5 mètres est creusé ; il coupe une couche de 20 cm de schiste, barré de 3 à 4 cm de charbon pur. Un nouveau puits est creusé à une vingtaine de mètres du premier et rencontre une couche variant de 10 à 12 cm à 12 mètres de fond. Plusieurs chariots sont extraits et sont utilisables pour souder le fer, car le charbon ne contient pas de pyrite. Trois sondages indiquent que la houille est située entre 10 et 13 mètres de profondeur avec une épaisseur variant de 40 à 50 cm. Une petite société exploite le charbon qui est consommé par la firme Japy. Le gisement s'épuise et des sondages entrepris entre 1854 et 1856 par MM. Boigeole ne donnent pas de résultats.
Des découvertes sont faites entre 1860 et 1864 à Roppe par une société créée par Carandal. Des filets de houille de faible épaisseur sont repérés. Dans la forêt d'Arsot, au bord de l'étang d'Autruche, monsieur Carandal fait creuser un puits terminé le 4 février 1863 à 368 ou 416,65 mètres, sans avoir recours à l'exhaure, ainsi que quelques galeries exploitant des lentilles de charbon dont la taille varie de 2  à   3 mètres de diamètre et n'excède pas 22 cm d'épaisseur. Mais ces travaux n'ont aucun avenir,.

#### Autres au nord de Belfort

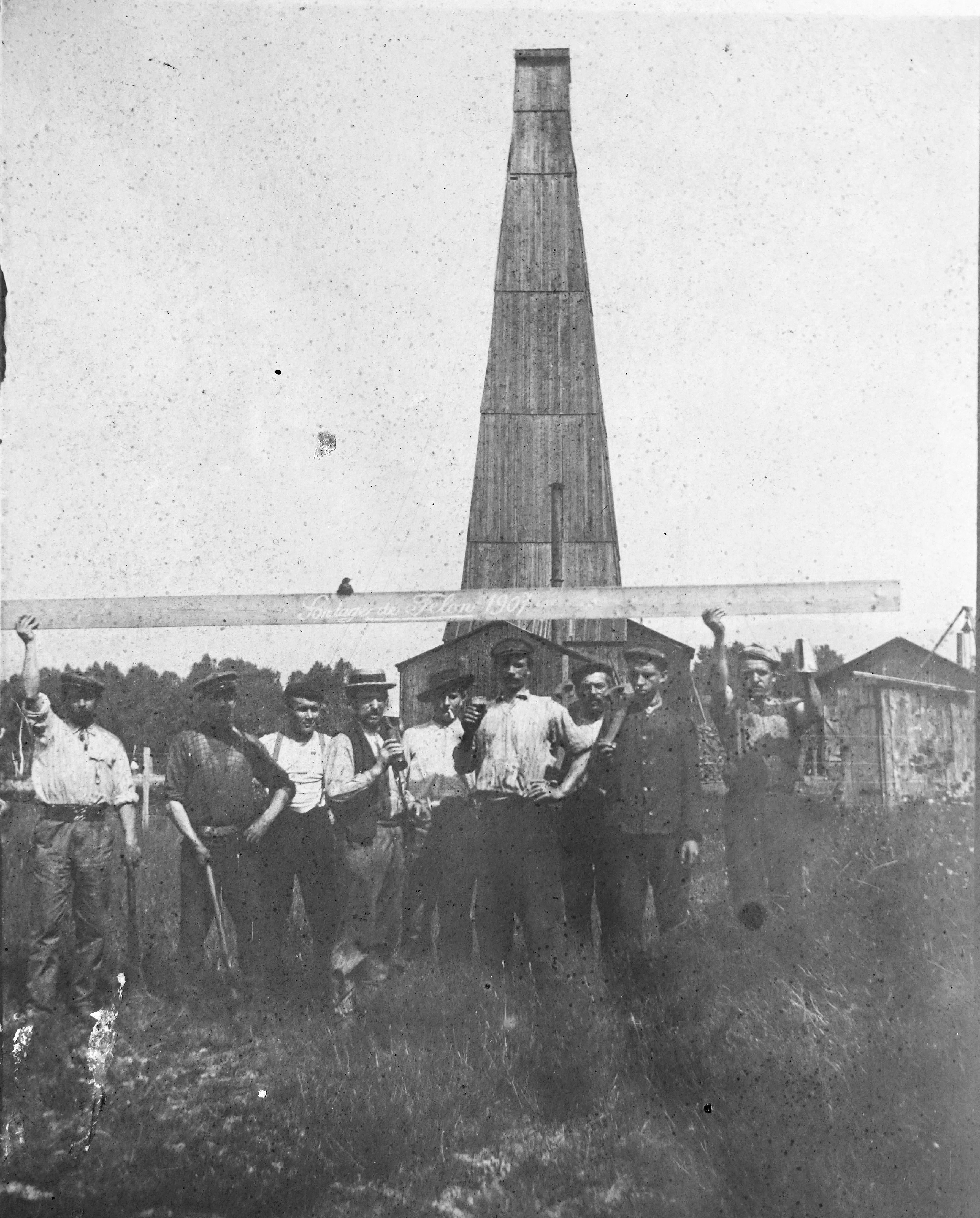
Le sondage de Felon.

À Romagny et Étueffont, un puits de 30 mètres de profondeur est foncé dans un secteur ou des affleurements de charbon sont découverts. Un sondage y est également creusé mais abandonné à 434 mètres de profondeur.
Au lieu-dit, les Granges-Godey, situé au sud-est de la commune de Plancher-Bas, vers Errevet, ainsi qu'au lieu-dit la Cuvotte à Frahier, des veines de houille situées à faible profondeur sont découvertes mais ne sont pas exploitées,.
Le sondage de Rougegoutte, creusé en 1822 jusqu’à 270 mètres de profondeur, ne rencontre pas le terrain houiller. Il en est de même pour le sondage de Chaux, creusé en 1856 et profond de 103 mètres, ainsi que pour le sondage de Frahier, creusé en 1870 jusqu'à 580 mètres de fond. Un dépôt houiller est pourtant identifié sur cette commune au lieu-dit la Cuvotte avant 1866.
En 1907, un sondage creusé à Felon jusqu’à 700 mètres sous terre identifie le terrain houiller, mais les couches de combustible sont discontinues et inexploitables.